# إبلا

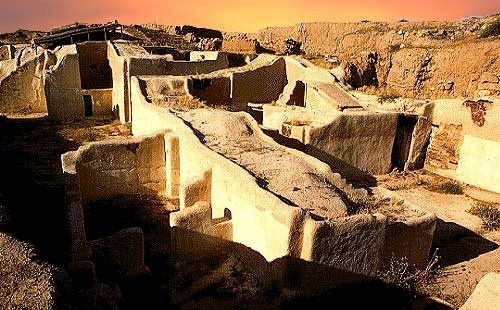
قصر ملكي في إبلا

إِبْلا مدينة أثرية سورية قديمة كانت حضارة ومملكة عريقة تعتبر أول قوة عالمية مسجلة في التاريخ، ازدهرت في شمال غرب سورية في منتصف الألف الثالث قبل الميلاد، وبسطت نفوذها على المناطق الواقعة بين هضبة الأناضول شمالًا وشبه جزيرة سيناء جنوبًا، ووادي الفرات شرقًا وساحل المتوسط غربًا، وأقامت علاقات تجارية ودبلوماسية وثيقة مع دول المنطقة والممالك السورية ومصر وبلاد الرافدين، كشفت عنها بعثة أثرية إيطالية من جامعة روما يرأسها عالم الآثار باولو ماتييه (بالإيطالية: Paolo Matthiae) كانت تتولى التنقيب في موقع تل مرديخ قرب بلدة سراقب في محافظة إدلب السورية على مسافة نحو 55 كم جنوب غرب مدينة حلب في سوريا.

## اكتشاف مملكة إبلا
منذ بداية الستينات وفي موقع تل مرديخ شمال سوريا وحسب الدلائل التاريخية شرعت البعثة الإيطالية في أعمال تنقيب منظمة في هذا الموقع للكشف عن المملكة القديمة إبلا، وفي عام 1964 م في موقع تل مرديخ، وكان ذكر إبلا قد ورد أول مرة في وثائق تعود إلى عصر شروكين الأكدي / سرجون الأول / سرجون الأكادي، مؤسس الإمبراطورية الأكادية (2340 - 2284 ق.م.)، ويُفهم من أحد النصوص أن الإله دجن أعطى شروكين المنطقة الممتدة من مدينة ماري على الفرات وسط سوريا حتى جبال الأمانوس على ساحل البحر الأبيض المتوسط، وكان يدعى البحر الأعلى.
وظلت البعثة الإيطالية تقوم بالحفريات في تل مرديخ عدة سنوات قبل أن تعرف اسمه القديم عام 1968 م، حتى عثرت على تمثال من البازلت لأحد ملوك إبلا المدعو إيبيت - ليم Ibbit - Lim بن إغريش - خيبا Igrish - Chepa، لم يبق منه إلا الجذع، ولكن المهم فيه وجود كتابة مسمارية باللغة الأكادية مؤلفة من 26 سطرًا على الجزء العلوي من صدر التمثال. تقع هذه الكتابة في قسمين غير متساويين يتضمن الأول تقديم نذر (جرن للتطهر) إلى الربة عشتار، ويتضمن الثاني وَقف تمثال الملك للإلهة عشتار. وقد بينت هذه الكتابة أن الاسم القديم لهذا الموقع هو إبلا، لورود كلمة إبلا مرتين في النص، مرة صفة ومرة اسمًا. كما أن كشف المحفوظات الملكية في هذا الموقع في عامي 1974 م و1975 م لم يدع مجالًا للشك في أن مملكة إبلا الوارد ذكرها تقوم في موقع تل مرديخ.

## تاريخ وحضارة عريقة
تعود المحفوظات الملكية في مدينة إبلا إلى النصف الثاني من الألف الثالث قبل الميلاد وتعد مكتبة إبلا أقدم مكتبة في العالم، تحتوي المكتبة على أقدم القواميس والموسوعات في العالم، نصوصها مكتوبة بالخط المسماري وبلغة جديدة لم تكن معروفة سابقًا وهي لغة إبلا التي عرفت وانتشرت قبل حوالي خمسة آلاف عام.
ذكرت مملكة إبلا أو إبلا أول مرة في نص لشروكين الأكادي. كذلك يفاخر حفيده نارام سين (2259- 2223 ق.م) بأنه أخضع الرمان وإبلا والمنطقة كلها حتى جبال الأمانوس وشاطئ البحر.
وتبدو آثار حريق كبير في بقايا قصر إبلا الملكي (القصر G) العائد للألف الثالث قبل الميلاد، والذي كشف عام 1974 م. ويبدو أن نارام سين كان السبب في هذا الحريق، والظاهر أن قوة إبلا التجارية وسيطرتها على طرق المواصلات أجبرتاه وجدّه من قبله على القيام بحملة عسكرية كبيرة على هذه المملكة التي بات نفوذها يهدد مصالح الدولة الأكادية وقد استطاع نارام سين القضاء على نفوذ إبلا في شمال سورية وأعالي بلاد الرافدين والأناضول وسوريا الداخلية، ولكنها استمرت في الحياة من بعده إذ يرد ذكرها في وثائق تعود إلى عهد السلالة الثانية في لاغاش (2150 - 2110 ق.م) فقد كانت شريكًا تجاريًا مهمًا لبلاد ما بين النهرين في هذه الحقبة، إذ كان غوديا Goudéa حاكم لاغاش (نحو 2143 - 2124 ق.م) يستورد منها الأنسجة الكتانية وأخشاب الصنوبر والدُّلب وغيرها. ولكن معظم الإشارات إلى إبلا تظهر في نصوص السلالة الثالثة في أور Our (2112 - 2004 ق.م)، وتدور على الأغلب حول جرايات لسعاة وتجار وأناس عاديين من إبلا، وكذلك حول تقديم هدايا ونذور من أشخاص من إبلا لمعابد سومر وآلهتها. كما أن القائمة الجغرافية البابلية الكبرى تذكر مدينة إبلا، والعمل الأدبي المسمى رحلة نانا إلى نيبور يذكر غابة إبلا بوصفها مصدرًا لخشب البناء. ومن العصر الآشوري القديم رسالة تبين أن مواطنين من إبلا سافروا لأغراض تجارية إلى كاروم كانيش، المستوطنة التجارية الآشورية المشهورة في قبادوقيا الواقعة في قلب الأناضول والتي ازدهرت في القرن التاسع عشر قبل الميلاد. كانت إبلا في هذه الحقبة مملكة مستقلة، وتؤكد ذلك الكتابة على تمثال إيبيط - ليم والمعلومات الواردة عن إبلا في نصوص ألالاخ الطبقة السابعة.
المعنى المحتمل لكلمة "إيبلا" هو "الصخرة البيضاء"، في إشارة إلى نتوء الحجر الجيري الذي بنيت عليه المدينة. تم استيطان إيبلا لأول مرة حولها 3500 BC؛ تم دعم نموها من خلال العديد من المستوطنات الزراعية التابعة. استفادت المدينة من دورها كمركز للتجارة الدولية المتنامية، والتي ربما بدأت مع زيادة الطلب على الصوف في سومر.  يسمي علماء الآثار فترة السكن المبكرة هذه "مرديخ I"؛ انتهى حوالي عام 3000 BC. مرديخ الأول يتبعه عصر المملكتين الأولى والثانية بين حوالي 3000 و2000 BC، والمسمى "مرديخ الثاني". آي جي جيلب اعتبر إيبلا جزءًا من حضارة كيش، التي كانت كيانًا ثقافيًا لـ السامية الشرقية - السكان الناطقين الذين امتدوا من وسط بلاد ما بين النهرين إلى بلاد الشام الغربية.

#### فترة الأرشفة

القصر الملكي "G"

### المملكة الأولى
خلال فترة المملكة الأولى ما بين حوالي 3000 ق.م إلى 2300 ق.م كانت إيبلا أبرز مملكة بين الدول السورية، وخاصة خلال النصف الثاني من الألفية الثالثة ق.م، وهي المعروف باسم "عصر الأرشيف" نسبة إلى ألواح إيبلا.

#### الفترة المبكرة
الفترة المبكرة بين 3000 و2400 ق.م سُميت "مرديخ IIA". والمعرفة العامّة حول تاريخ المدينة ظهرت قبل الأرشيف المكتوب من خلال الحفريات. تم تحديد المراحل الأولى من مرديخ IIA ببناء "CC"،  والهياكل التي تشكل جزءًا من بناء "G2"، والذي يبدو أنه كان قصرًا ملكيًا بني ق. 2700.  قرب نهاية هذه الفترة، بدأت حرب المائة عام مع ماري. اكتسبت ماري اليد العليا من خلال تصرفات ملكها ساومو، الذي غزا العديد من مدن إبلا. في منتصف القرن الخامس والعشرين ق.م، هزم الملك كون دامو ماري، لكن قوة الدولة تراجعت بعد فترة حكمه.
- الفرضية الأكدية: ادعى كل من الملكين سرجون الأكادي وحفيده نارام سين أنهما دمرا مدينة تسمى إبلا،[69] مكتشف إبلا، باولو ماثياي، يعتبر سرجون هو الجاني الأرجح؛[note 3][71] وجهة نظره مدعومة من قبل تريفور برايس،[72] لكن رفضه مايكل أستور. يعتقد أستور أن سرجون وحفيده كانا يشيران إلى مدينة تحمل اسمًا مشابهًا في العراق اسمها "إب-لا".[73][74] يقول أستور أن أرشيفات إبلا وقت تدميرها تتوافق مع الوضع السياسي الذي سبق تأسيس الإمبراطورية الأكادية، وليس فقط عهد نارام سين.[70] ومن غير المرجح أيضًا أن يكون سرجون هو المسؤول لأنه في وقت تدميرها، تصف ألواح إبلا كيش كمستقل. قام لوغال زاغيسي بنهب كيش وقتل على يد سرجون قبل أن يدمر سرجون إبلا أو إبلا.[75] فتح أرمانوم وإبلا على تم ذكر ساحل البحر الأبيض المتوسط لنارام سين في العديد من نقوشه:[76]

"حيث أنه، طوال الوقت منذ خلق الإنسان، لم يفتح أي ملك دمر أرمانوم وإبلا، الإله نيرجال، بواسطة أسلحته، الطريق أمام نارام سين، الجبار، وأعطاه "وأرمانوم وإبلا. وأعطاه أمانوس وجبل الأرز والبحر الأعلى. وبواسطة أسلحة الإله داجان الذي يعظم ملكه، فتح نارام سين الجبار أرمانوم وإبلا".— نقش نارام سين. E 2.1.4.26
- انتقام ماري: وفقًا لـ ألفونسو آرشي وماريا بيجا، فقد حدث التدمير بعد معركة ترقا بحوالي ثلاث أو أربع سنوات.[77] يقول آرتشي وبيغا إن التدمير سببه ماري[78] انتقامًا لهزيمته المذلة في تيرقا.[79][80] هذا الرأي مدعوم من قبل ماريو ليفيراني.[56] آرشي يقول ملك ماريوت دمر إبلا قبل أن يعتلي عرش مدينته.[81]
- كارثة طبيعية: يقول أستور إن كارثة طبيعية تسببت في الحريق الذي أنهى فترة الأرشيف.[82] ويقول إن الدمار اقتصر على منطقة القصر الملكي ولا يوجد دليل مقنع على النهب.[83] يؤرخ النار إلى ق. 2290 (التسلسل الزمني الأوسط).[84]

### المملكة الثانية
فترة المملكة الثانية سُميت "مرديخ ب2"، وتمتد في الفترة ما بين 2300 و2000ق.م. استمرت المملكة الثانية حتى التدمير الثاني لإيبلا، والذي حدث في أي وقت بين عامي 2050 و1950 ق.م، مع كون التاريخ 2000 ق.م مجرد التاريخ الرسمي. الأكاديون تحت حكم سرجون الأكادي ونسله نارام سين اجتاح الحدود الشمالية لإيبلا مستهدفاً غابات جبل أمانوس؛ تم الفصل بين التوغلات بحوالي 90 عامًا ولم تكن المناطق التي تمت مهاجمتها مرتبطة بأكاد. يقبل آرتشي أن الإيبلا المذكورة في حوليات سرجون ونارام سين هي الإيبلا السورية ولكن لا يعتبرهم مسؤولين عن التدمير الذي أنهى فترة الأرشيف. بحلول زمن نارام سين، كانت أرمي المدينة المهيمنة في شمال سوريا ودمرها الملك الأكادي.

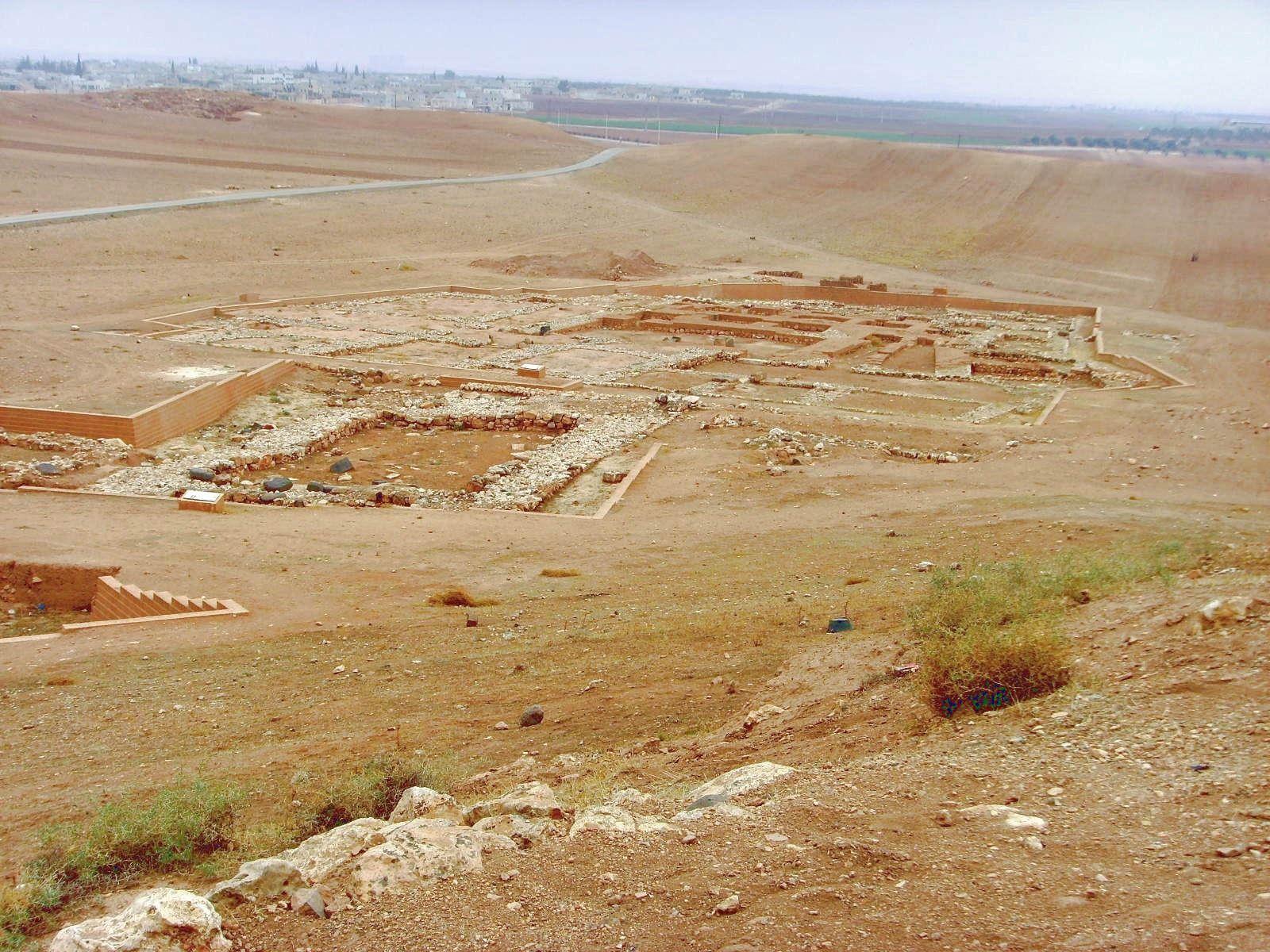
القصر "P5"

حكمت سلالة محلية جديدة مملكة إيبلا الثانية، ولكن كانت هناك استمرارية مع مملكة إيبلا الأولى. تراث المملكة. حافظت إيبلا على معالمها الأولى، بما في ذلك طرازها المعماري وقدسية المواقع الدينية للمملكة الأولى. تم بناء قصر ملكي جديد في المدينة السفلى، والانتقال من فترة الأرشيف يتميز فقط بهدم القصر "G ". لا يُعرف سوى القليل عن المملكة الثانية لأنه لم يتم اكتشاف أي مواد مكتوبة. باستثناء نقش واحد يعود تاريخه إلى نهاية الفترة.
تم التصديق على المملكة الثانية في مصادر معاصرة. في نقش، طلب كوديا من لكش جلب أشجار الأرز من أورشو في جبال إيبلا، مما يشير إلى أن أراضي إيبلا شملت أورشو شمال كركميش في تركيا الحديثة.. نصوص تعود إلى السنة السابعة من عمار سين (2040ق.م)، حاكم إمبراطورية أور الثالثة، اذكر رسولًا إنسي ("Megum") من إيبلا.  لتاجر آشوري اسمه آشور-ندا من كولتيبي. إب دامو كان اسم ملك إبلاي من الفترة المبكرة للمملكة الأولى. اعتبرت المملكة الثانية تابعة لحكومة أور الثالثة، لكن طبيعة العلاقة غير معروفة وتضمنت دفع الجزية. يبدو أن الاعتراف الرسمي بسيادة أور هو شرط لحق التجارة مع تلك الإمبراطورية.
ذتفككت المملكة الثانية في نهاية القرن ال21 وانتهت بتدمير المدينة بالنار، على الرغم من أنه لم يتم العثور على أدلة على الحدث إلا خارج ما يسمى "معبد الصخرة"، وفي المنطقة المحيطة بالقصر "E". " على الأكروبوليس. سبب التدمير غير معروف؛ وفقًا لأستور، من الممكن أن يكون نتيجة غزو حورية ق. 2030، بقيادة الإبلايت السابق مدينة تابعة إكينكاليس. تم ذكر تدمير إيبلا في الملحمة الأسطورية الحورو-حيثية المجزأة "أغنية الإصدار" التي تم اكتشافها في عام 1983،  الذي يعتبره أستور وصفًا لتدمير المملكة الثانية. في الملحمة، يمنع مجلس إبلاي بقيادة رجل يُدعى "زاز الله" الملك ميكي من إظهار الرحمة للسجناء من تابع إيبلا السابق إيكينكاليس، إثارة غضب إله العاصفة الحوري تيشوب وجعله يدمر المدينة. 

### المملكة الثالثة

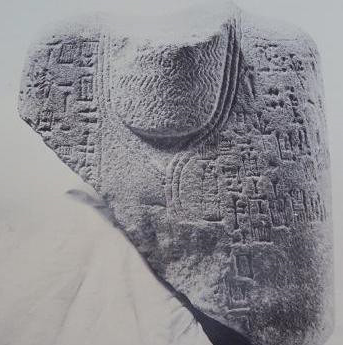
جزء من تمثال إيبيت ليم.

المملكة الثالثة تسمى "مرديخ الثالث". وهي مقسمة إلى فترات "A" (ق. 2000–1800) و(ق. 1800–1600). في الفترة "أ"، أعيد بناء إيبلا بسرعة كمنطقة مخطط لها المدينة. غطت الأساسات بقايا مرديخII؛ تم بناء القصور والمعابد الجديدة، وتم بناء تحصينات جديدة في دائرتين - واحدة للمدينة المنخفضة والأخرى للأكروبوليس.  تم تخطيط المدينة على خطوط منتظمة وتم بناء المباني العامة الكبيرة.

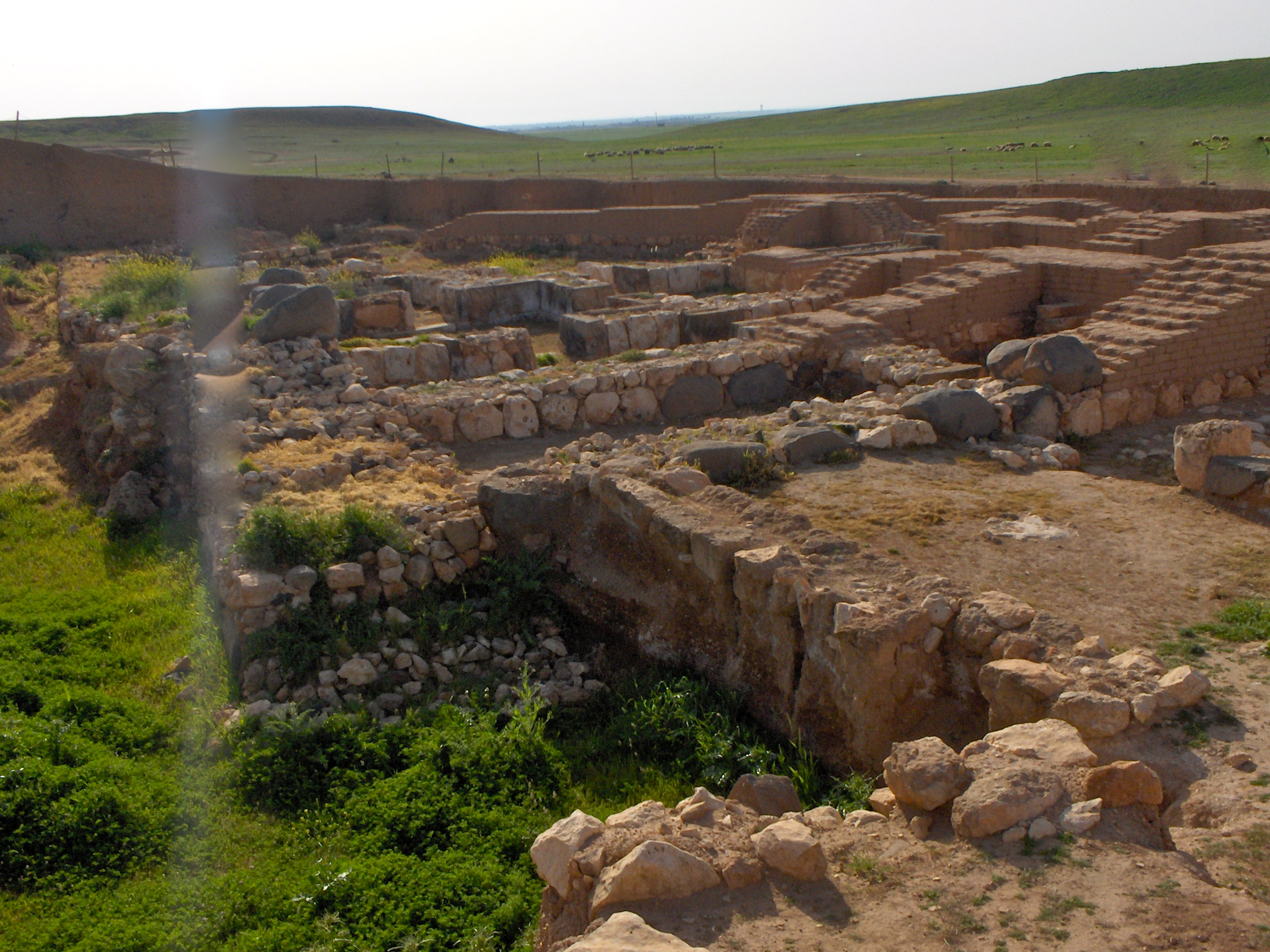
قصر الوزير

أول ملك معروف للمملكة الثالثة هو إيبيت ليم، الذي وصف نفسه بأنه مقيم إيبلا. ومع ذلك، تم دحض هذا التعريف الآن. تم اكتشاف تمثال نذري من البازلت يحمل نقش إيبيت ليم في عام 1968؛ وقد ساعد ذلك في التعرف على موقع تل مرديخ مع مملكة إيبلا القديمة.  اسم الملك أموري في رأي بيتيناتو؛ لذلك فمن المحتمل أن سكان المملكة الثالثة إيبلا كانوا في الغالب أموريين، كما كان معظم سكان إيبلا.سكان سوريا في ذلك الوقت.
مع بداية القرن الثامن عشر، أصبحت إيبلا تابعة ليامهاد، وهي مملكة أمورية مركزها حلب. السجلات المكتوبة غير متوفرة لهذه الفترة، لكن المدينة كانت لا تزال تابعة خلال يريم ليم الثالث من حكم يمهاد. أحد حكام إيبلا المعروفين خلال هذه الفترة هو إيميا، الذي تلقى هدايا من الفرعون المصري هوتيبيبر، مما يدل على استمرار الاتصالات الواسعة وأهمية إيبلا. تم ذكر المدينة في ألواح من المدينة اليمنية التابعة الالاخ في تركيا الحديثة؛ تزوجت أميرة إبلايتية من ابن ملك أميتاكوم من الالاخ الذي ينتمي إلى فرع من فروع الملكية سلالة يمهاد.
تم تدمير إيبلا على يد الملك الحثي مورسيلي الأول في حوالي عام 1600 ق.م. إنديليما ربما كان آخر ملوك إيبلا؛ تم اكتشاف ختم لولي عهده ماراتيواري في القصر الغربي "كيو". بدلاً من ذلك، يمكن أن يكون ماراتيواري هو الملك الأخير وفقًا لـ آرتشي، الذي جادل أيضًا بأن ملحمة "أغنية الإصدار" تصف تدمير المملكة الثالثة وتحافظ على العناصر الأقدم.

### فترات لاحقة
لم تتعاف إيبلا أبدًا من تدميرها الثالث. وكانت قرية صغيرة في المرحلة المسماة "مرديخ 4" (1600–1200ق.م)، وذكر في سجلات الالاخ باعتباره تابعا لسلالة الإدريمي. "مرديخ 5" (ق.م1200–535 ) كانت مستوطنة ريفية في أوائل العصر الحديدي والتي نما حجمها في وقت لاحق. فترات. حدث المزيد من التطوير خلال "مرديخ السادس"، والذي استمر حتى ق. 60. "مارديخ7 " بدأت في القرن الثالث ميلادي واستمرت حتى القرن السابع، وبعد ذلك تم التخلي عن الموقع.

## الحكومة
تألفت حكومة المملكة الأولى من الملك (الملقب مالكوم) والصدر الأعظم، الذي ترأس مجلس الحكماء (أبو) والإدارة. وكانت المملكة الثانية أيضًا ملكية، ولكن لا يُعرف عنها سوى القليل بسبب نقص السجلات المكتوبة. كانت المملكة الثالثة عبارة عن نظام ملكي لدولة المدينة مع أهمية أقل تحت سلطة يمهاد.

### إدارة المملكة الأولى
شاركت الملكة في إدارة شؤون الدولة مع الملك. شارك ولي العهد في الأمور الداخلية وكان الأمير الثاني متورطًا في الشؤون الخارجية. تم التعامل مع معظم الواجبات، بما في ذلك المهام العسكرية، من قبل الوزير والإدارة، التي كانت تتألف من 13 من كبار الشخصيات في البلاط - كل منهم يسيطر على ما بين 400 إلى 800 رجل مشكلين بيروقراطية تضم 11700 شخص.  كان يحكم كل من الأحياء الأربعة للمدينة السفلى رئيس مفتش والعديد من النواب. للإشراف على المصالح الملكية، استخدم الملك وكلاء (مشكيم) وجامعي (ur) والرسل (kas).

#### التقسيمات الإدارية
تدين العديد من الممالك العميلة بالولاء لإيبلا، وكان يحكم كل منها ملكها (إن)؛ كان هؤلاء الملوك التابعون مستقلين إلى حد كبير، حيث كانوا يدفعون الجزية ويقدمون المساعدة العسكرية لإيبلا. مركز في العاصمة كان اسمه "SA.ZA"؛ وشملت القصور الملكية والمخازن وبعض المعابد. مناطق خارج أسوار العاصمة تم تسميتها بشكل جماعي في النصوص الإبلية "uru-bar" (تعني حرفيًا خارج المدينة). القرى والبلدات الخاضعة للسلطة المركزية كانت إما تُحكم مباشرة من العاصمة، أو تم تعيين مسؤولين. ألقاب موظفي الخدمة المدنية لا تحدد بوضوح مسؤوليات حاملها والسلطة حيث كان لكل مدينة تقاليده السياسية الخاصة. 
- لوجال: بينما في بلاد ما بين النهرين عينت lugal ملكًا، وفي إيبلا عينت حاكمًا يخضع مباشرة لسلطة العاصمة.[149] إن طبيعة هذا العنوان كجزء من البيروقراطية الإبلائية غامضة؛ كان كل lugal تحت سلطة الصدر الأعظم،[150] وحكم الحاملون المدن الواقعة تحت سلطة العاصمة مباشرة وكانوا جميعا يجلبون البضائع لحفظها في مخازن إيبلا.[151] أحصى بيتيناتو في النصوص الإدارية الإبلائية واستنتج أن المملكة مقسمة إلى أربعة عشر قسمًا؛ اثنان منهم في العاصمة نفسها بينما امتدت الاثني عشر المتبقية إلى بقية أنحاء المملكة.

#### الكورا
المناطق الخاضعة للسيطرة المباشرة للملك والتي كانت ذات أهمية اقتصادية للعاصمة يطلق عليها علماء الآثار اسم "كورا". المناطق الخاضعة للسيطرة المباشرة لـ امتد الملك إلى ما هو أبعد من الكورا ومن الصعب تحديد الحجم الدقيق للمملكة والكورا بسبب التوسع العسكري المستمر لإيبلا الذي أضاف مناطق جديدة؛ تم حكم بعض هؤلاء بشكل مباشر بينما سُمح للآخرين بالاحتفاظ بحكامهم باعتبارهم تابعين. بشكل عام، الكورا هي المنطقة الأساسية في إيبلا والتي تشمل المناطق الاقتصادية النائية الداعمة للعاصمة. قامت بشحن المنسوجات إلى قبرص، ربما عبر ميناء أوغاريت، ولكن يبدو أن معظم تجارتها كانت موجهة عن طريق القوارب النهرية نحو بلاد ما بين النهرين - بشكل رئيسي كيش. تم العثور على القصر الرئيسي "G" يحتوي على قطع أثرية تعود إلى مصر القديمة تحمل الأسماء من الفراعنة خفرع وبيبي الأول. استمرت إيبلا في كونها مركزًا للتجارة خلال المملكة الثانية، كما يتضح من المدن المحيطة التي ظهرت خلال تلك الفترة وتم تدميرها مع المدينة.  ظلت التجارة هي النشاط الاقتصادي الرئيسي لإيبلا خلال المملكة الثالثة؛ تظهر الاكتشافات الأثرية أنه كان هناك تبادل واسع النطاق مع مصر والمدن السورية الساحلية مثل جبيل.

## الموقع

### تخطيط المدينة
تتكون إيبلا من مدينة منخفضة وأكروبول مرتفع في الوسط.، تبلغ مساحة المدينة 56 هكتارًا وكانت محمية بتحصينات من الطوب اللبن. تم تقسيم إيبلا إلى أربع مناطق – لكل منها بوابة خاصة بها في الجدار الخارجي. يشمل الأكروبوليس قصر الملك "G"، وأحد المعبدين المخصصين في المدينة إلى كورا (يُسمى "المعبد الأحمر"). وتضم المدينة السفلية معبد كورا الثاني في الجنوب الشرقي والذي يسمى "معبد الصخرة". في عهد المملكة الثانية تم بناء قصر ملكي (قصر قديم "P5") في البلدة السفلى شمال غرب الأكروبوليس، بالإضافة إلى المعبد "D" المبني فوق "المعبد الأحمر" المدمر.
في عهد المملكة الثالثة، كانت إيبلا مدينة كبيرة تبلغ مساحتها حوالي 60 هكتارًا، وكانت محمية بسور محصن ببوابة ذات غرفتينs. تم تحصين الأكروبوليس وفصله عن المدينة السفلى. تم بناء القصر الملكي الجديد  "E" على الأكروبوليس (خلال مرديخ IIIB)، وتم تشييد معبد عشتار فوق "الأحمر" و"D" السابقين المعابد (في المنطقة "D"). كما تم تقسيم المدينة السفلى إلى أربع مناطق؛ تم استخدام القصر "P5" خلال مرديخ IIIA، وتم استبداله خلال مرديخ IIIB بـ "القصر المتوسط".
وشملت مباني المملكة الثالثة الأخرى قصر الوزير،  القصر الغربي (في المنطقة "Q")، معبد شمش (معبد "N") ومعبد راساب (معبد "B1") والقصر الشمالي (المبني فوق "المتوسط" القصر"). وفي شمال المدينة السفلى تم بناء معبد ثانٍ لعشتار  بينما تم استبدال "معبد الصخرة" السابق بمعبد حداد.

### المدافن الملكية

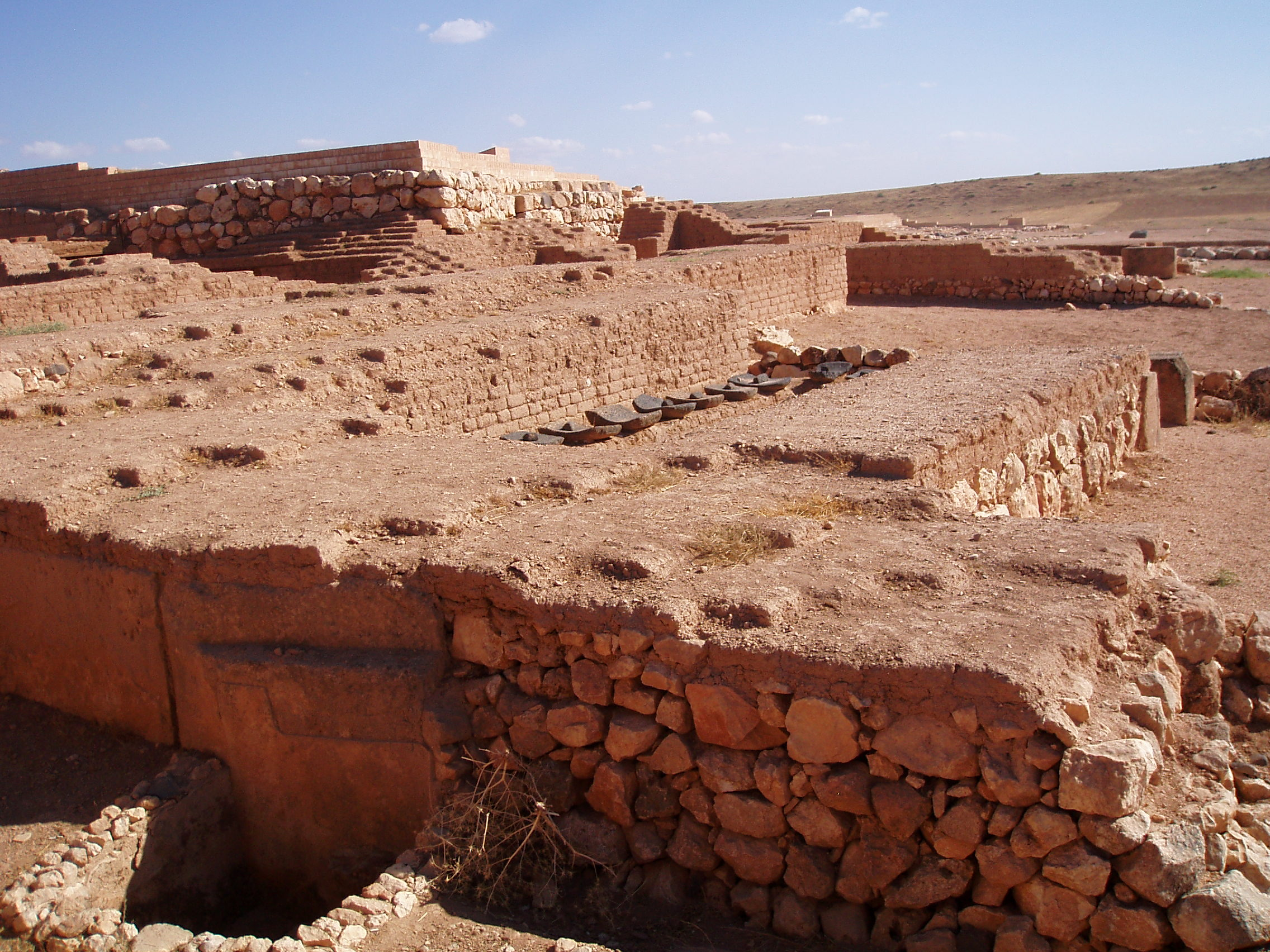
القصر الغربي "Q" الواقع فوق المقبرة الملكية

ودُفن ملوك المملكة الأولى خارج المدينة؛ تم دفن الملوك العشرة الأخيرين (المنتهيين بإركاب دامو) في دارب، بينما تم دفن الملوك الأكبر سنا في ضريح ملكي يقع في بيناس وتم اكتشاف مقبرة ملكية واحدة فقط تعود إلى المملكة الأولى في إيبلا (هايبوجيوم "G4"). ربما تم بناء مقبرة المملكة الأولى هذه في عهد الملك الأخير وقد تكون مؤشرًا على تبني الإبلايت لبلاد ما بين النهرين تقاليد دفن الملوك تحت قصورهم الملكية.
تم اكتشاف المقبرة الملكية للمملكة الثالثة أسفل قصر "ق" (القصر الغربي)؛ تحتوي على العديد من المقابر ولكن تم التنقيب في ثلاث منها فقط. أساس القصر؛ يعود تاريخها جميعًا إلى القرنين التاسع عشر و18th BC ولديها خطة مماثلة تتكون من عمود مدخل وغرف دفن ودروموس تربط العمود بالغرفة. 

#### هايبوغيوم G4
المقبرة الملكية الموجودة في القصر الملكي "G" تحمل اسم هايبوجيوم "G4"؛ يعود تاريخه إلى فترة الأرشيف، على الأغلب عهد إيسار دامو. تعرض القبر لأضرار بالغة؛ تم نهب معظم أحجارها ولم يبق شيء من نظام السقف.  كما أنها تفتقر إلى أي تشير بقايا الهياكل العظمية أو السلع الجنائزية إلى أنها إما تعرضت للنهب الشديد أو لم يتم استخدامها مطلقًا أو تم بناؤها كنصب تذكاري.
تم التنقيب عنه بين عامي 1992 و 1995، ويقع أسفل القطاع الغربي من القصر على عمق حوالي 6 أمتار. تتكون المقبرة من غرفتين مفتوحتين على بعضهما البعض بأرضيات من الجبس الجيري. كلا الغرفتين مستطيلتان الشكل؛ يبلغ عرض الغرفة الشرقية (L.6402) 4 أمتار، وطولها أكثر من 3.5 أمتار (الطول الإجمالي غير معروف بسبب الأضرار الجسيمة) وموجهة نحو الغرب والشرق. يبلغ طول الغرفة الغربية (L.5762) 5.20 مترًا وعرضها 4 أمتار وتتجه من الغرب إلى الشرق. تم استخدام الحجر الجيري لبناء الجدران وكتل قليلة بارزة من الجوانب باتجاه منتصف الغرف تشير إلى أن السقف كان عبارة عن قبو محفور.

#### مقابر القصر الغربي
تم العثور على المقابر تحت أرضية المبنى Q، الذي تم بناؤه في فترة إيسين-لارسا.
- مقبرة الأميرة: يرجع تاريخها إلى ق. 1800 BC، وهي أقدم وأصغر مقابر المملكة الثالثة التي تم العثور عليها.[188][194] (مما يؤدي إلى تأسيس المدافن Q79B).[191] كان هذا ربما مكان استراحة الملك؛ تم اكتشاف هراوة (رمز للقوة الملكية) في Q79A.[191]
- مقبرة سيد المعز: وهي الأكبر في الجبانة؛ تشتمل على غرفتي ترسيب ويتم الوصول إليها من خلال عمود رأسي. معروف مع واليقين أنه يلقب عند علماء الآثار بسيد المعزى لوجود عرش مزين برؤوس ماعز برونزية في المقبرة.[195] تم العثور على كوب من الفضة مكتوب عليه اسم الملك إيميا في المقبرة مما يجعل ذلك الملك هو صاحب الدفن على الأرجح.[196]

## الحكومة
تألفت حكومة المملكة الأولى من الملك (الملقب مالكوم) والصدر الأعظم، الذي ترأس مجلس الحكماء (أبو) والإدارة. وكانت المملكة الثانية أيضًا ملكية، ولكن لا يُعرف عنها سوى القليل بسبب نقص السجلات المكتوبة. كانت المملكة الثالثة عبارة عن نظام ملكي لدولة المدينة مع أهمية أقل تحت سلطة يمهاد.

### إدارة المملكة الأولى
شاركت الملكة في إدارة شؤون الدولة مع الملك. شارك ولي العهد في الأمور الداخلية وكان الأمير الثاني متورطًا في الشؤون الخارجية. تم التعامل مع معظم الواجبات، بما في ذلك المهام العسكرية، من قبل الوزير والإدارة، التي كانت تتألف من 13 من كبار الشخصيات في البلاط - كل منهم يسيطر على ما بين 400 إلى 800 رجل مشكلين بيروقراطية تضم 11700 شخص.  كان يحكم كل من الأحياء الأربعة للمدينة السفلى رئيس مفتش والعديد من النواب . للإشراف على المصالح الملكية، استخدم الملك وكلاء (مشكيم) وجامعي ( ur) والرسل (kas).

#### التقسيمات الإدارية
تدين العديد من الممالك العميلة بالولاء لإيبلا، وكان يحكم كل منها ملكها (إن)؛ كان هؤلاء الملوك التابعون مستقلين إلى حد كبير، حيث كانوا يدفعون الجزية ويقدمون المساعدة العسكرية لإيبلا. مركز في العاصمة كان اسمه "SA.ZA" ؛ وشملت القصور الملكية والمخازن وبعض المعابد. مناطق خارج أسوار العاصمة تم تسميتها بشكل جماعي في النصوص الإبلية "uru-bar" (تعني حرفيًا خارج المدينة). القرى والبلدات الخاضعة للسلطة المركزية كانت إما تُحكم مباشرة من العاصمة، أو تم تعيين مسؤولين. ألقاب موظفي الخدمة المدنية لا تحدد بوضوح مسؤوليات حاملها والسلطة حيث كان لكل مدينة تقاليده السياسية الخاصة. 
- لوجال: بينما في بلاد ما بين النهرين عينت lugal ملكًا، وفي إيبلا عينت حاكمًا يخضع مباشرة لسلطة العاصمة.[149] إن طبيعة هذا العنوان كجزء من البيروقراطية الإبلائية غامضة؛ كان كل lugal تحت سلطة الصدر الأعظم،[150] وحكم الحاملون المدن الواقعة تحت سلطة العاصمة مباشرة وكانوا جميعا يجلبون البضائع لحفظها في مخازن إيبلا.[151] أحصى بيتيناتو 14 lugals مختلفة في النصوص الإدارية الإبلائية واستنتج أن المملكة مقسمة إلى أربعة عشر قسمًا؛ اثنان منهم في العاصمة نفسها بينما امتدت الاثني عشر المتبقية إلى بقية أنحاء المملكة.
- Ugula: العنوان مترجم على أنه مشرف؛ كان بعض ugulas حكامًا مستقلين وبعضهم يمثل أعلى سلطة في مجموعة قبلية.[197] تم تعيين ugula كرئيس للإدارة في العديد من المدن مثل مدينة داروم.[147]

#### الكورا
المناطق الخاضعة للسيطرة المباشرة للملك والتي كانت ذات أهمية اقتصادية للعاصمة يطلق عليها علماء الآثار اسم "chora". المناطق الخاضعة للسيطرة المباشرة لـ امتد الملك إلى ما هو أبعد من الكورا ومن الصعب تحديد الحجم الدقيق للمملكة والكورا بسبب التوسع العسكري المستمر لإيبلا الذي أضاف مناطق جديدة؛ تم حكم بعض هؤلاء بشكل مباشر بينما سُمح للآخرين بالاحتفاظ بحكامهم باعتبارهم تابعين. بشكل عام، الكورا هي المنطقة الأساسية في إيبلا والتي تشمل المناطق الاقتصادية النائية الداعمة للعاصمة. قامت بشحن المنسوجات إلى قبرص، ربما عبر ميناء أوغاريت، ولكن يبدو أن معظم تجارتها كانت موجهة عن طريق القوارب النهرية نحو بلاد ما بين النهرين - بشكل رئيسي كيش. تم العثور على القصر الرئيسي "G" يحتوي على قطع أثرية تعود إلى مصر القديمة تحمل الأسماء من الفراعنة خفرع وبيبي الأول. استمرت إيبلا في كونها مركزًا للتجارة خلال المملكة الثانية، كما يتضح من المدن المحيطة التي ظهرت خلال تلك الفترة وتم تدميرها مع المدينة.  ظلت التجارة هي النشاط الاقتصادي الرئيسي لإيبلا خلال المملكة الثالثة؛ تظهر الاكتشافات الأثرية أنه كان هناك تبادل واسع النطاق مع مصر والمدن السورية الساحلية مثل جبيل.

## الدين
كانت إيبلا دولة متعددة الآلهة. خلال المملكة الأولى ، كان الإبليون يعبدون ملوكهم الموتى. ضم مجمع إيبلا الأول أزواجًا من الآلهة ويمكن فصلهم إلى ثلاثة أنواع؛ في الأول والأكثر شيوعًا، كان هناك الأزواج، مثل الإله وقرينته. النوع الثاني من الأزواج هو الثنائيات الإلهية، مثل الآلهة التي تتعاون في خلق الكون، كما هو الحال في آلهة مصر وبلاد ما بين النهرين. النوع الثالث يشمل أزواج إلهية كانت في الواقع إلهًا واحدًا له اسمين. عبد الإبليون عددًا قليلاً من آلهة بلاد ما بين النهرين، مفضلين الآلهة السامية الشمالية الغربية، وبعضها كان فريدًا لإيبلا. النوع الأول من الأزواج يشمل Hadabal (dNI-' 'da-KUL<ref>قالب:استشهاد بالمجلة</ref>)، الذي كان حصريًا لإيبلا، وقرينته بيلاتو ("زوجته")؛ رشف وقرينته أداما؛ الآلهة الراعية للمدينة كورا، والتي كانت تنفرد بها إيبلا وقرينته باراما. النوع الثالث يشمل الإله الحرفي كاميش/تيت، كوثار وخاسيس والكوكب فينوس ممثلاً بالتوأم آلهة الجبال؛ شاهار كنجم الصباح وشاليم كنجم المساء. إله مهم، في حين أخذت عشتار مكان إشارة وأصبحت أهم إله في المدينة باستثناء هداد.

### نظريات اتصال الكتاب المقدس
في بداية عملية فك رموز الألواح، قدم جيوفاني بيتيناتو ادعاءات حول وجود روابط محتملة بين إيبلا والكتاب المقدس، نقلاً عن إشارات مزعومة في الألواح إلى وجود يهوه، البطاركة، سدوم وعمورة ومراجع كتابية أخرى. ومع ذلك، فإن الكثير من الإثارة الإعلامية الأولية حول صلات الإيبلايين المفترضة بالكتاب المقدس، بناءً على التخمينات والتكهنات الأولية من قبل بيتيناتو وآخرين، فقد الآن مصداقيتها على نطاق واسع والإجماع الأكاديمي هو أن إيبلا "ليس لها أي تأثير على الأنبياء الصغار، أو الدقة التاريخية لبطاركة الكتاب المقدس، أو عبادة يهوه، أو سدوم وعمورة". في دراسات إيبلا، تحول التركيز بعيدًا عن المقارنات مع الكتاب المقدس؛ تُدرس إيبلا الآن باعتبارها حضارة في حد ذاتها. صراع شخصي وأكاديمي بين العلماء المعنيين، فضلاً عن ما وصفه البعض بالتدخل السياسي من قبل السلطات السورية.

## الخصائص الوراثية للسكان
وجد تحليل الحمض النووي القديم على 10 بقايا بشرية تعود إلى العصر المبكر والوسطى العصر البرونزي من إبلا أن الإبلائيين كانوا مزيجًا من العصر النحاسي المشرقيين وبلاد ما بين النهرين، وكانوا متشابهين وراثيًا مع المشرقيين المعاصرين.
من ناحية المجموعة الفردانية، كان أحد أفراد العصر البرونزي المبكر (2700-2500 قبل الميلاد) يحمل المجموعة الفردانية E1b1b1b2a-M123، وهي سلالة من المحتمل أن تكون مرتبطة بانتشار اللغات الأفروآسيوية. عصر برونزي مبكر آخر (2572-2470 كالوري) BCE) ينتمي الفرد إلى J1a2a1a2-P58، بينما كان أربعة أفراد من العصر البرونزي الأوسط (2000-1800 قبل الميلاد) يحملون المجموعات الفردانية J1a2a1a2-P58 (x2)، G2a و غرب آسيا T1a1-L162 والتي كانت موجودة منذ منتصف PPNB بلاد الشام.

## السكان
كانت تسكن إبلا آنذاك مجموعات من الآموريين والحوريين، ويُستدل على ذلك من اسم إيبيط - ليم الأموري واسم أبيه إغرش - خيبا الحوري المذكورين في النص المنقوش على التمثال. وتذكر نصوص الطبقة السابعة من ألالاخ (نهاية القرن 18 وبداية 17 ق.م) إبلا عدة مرات. فهناك نصان يشيران إلى رحلات ملك ألالاخ أو رسله إلى إبلا. ونص مؤرخ بالسنة التي حدث فيها زواج ملكي «تلك السنة التي اختار فيها أميتاكُو Ammitaku ملك ألالاخ ابنة حاكم إبلا زوجة لابنه». وهناك نص آخر يخبر عن شراء تاجر من ألالاخ (القرن 15 ق.م) مواطنًا من إبلا يحمل اسمًا حوريًا، كما يرد من العصر الآشوري الوسيط ذكر ساعٍ لملك إبلا جاء إلى آشور. كذلك يرد ذكر إلهة إبلا في قائمة للآلهة تعود إلى هذه الحقبة. ويضاف إلى ذلك أن إبلا تذكر في المصادر الحيثية والحورية والمصرية ووثائق مملكة ماري، مرة في كل منها، في حين لايرد ذكرها في نصوص أُغاريت.

## الملوك والحكام
تعود المحفوظات الملكية لعصر ثلاثة ملوك حكموا إبلا خلال خمسين عاما ويمكن ترتيبهم على النحو التالي:
- إغريش - خلب / Igrish - Khalab
- إركب - دامو / Irkab - Damu
- إشأر-دامو Ishar-Damu

أما أر - إِنّوم / Ar - Ennum أو أرّوكوم وإبريوم / Ebrium وإِبِّي زكر/ Ibbi - Zikir فقد أثبتت الدراسات الحديثة بأنهم لم يكونوا ملوكا لإبلا بل كانت لهم مكانة عالية في الإدارة تشبه مكانة الوزير ولذلك يمكن عدهم وزراء وعلى التوالي لآخر ملكين لايبلا : إركب-دامو وإشأر-دامو
وبالنسبة لتأريخ المحفوظات في الألف الثالثة ق.م وبعد دراسة النصوص المكشوفة تبين أن هناك تشابهًا كبيرًا في شكل الكتابة، وعلاقة ثقافية قوية كانت تقوم بين إبلا وموقع أبو صلابيخ في بلاد الرافدين، أي إن تاريخها يعود إلى 2500 ق.م، ولم يؤيد هذا التاريخ الجديد علماء البعثة الإيطالية المنقبة في تل مرديخ وعلى رأسهم باولو ماتييه مع أن هذا التاريخ تؤيده معلومات تاريخية وتجارية وثقافية في نصوص المحفوظات الملكية.
ولا تذكر ألواح محفوظات إبلا - الإمبراطورية الأكادية[ ؟ ] في حين تذكر مدنًا رافدية أخرى منها كيش وأداب. لذلك يظهر أن عصر المحفوظات الملكية في مملكة إبلا سبق قيام الإمبراطورية الأكادية[ ؟ ] وكان معاصرًا لسلالة كيش الأولى (2600 - 2500 ق.م). وثمة برهان آخر يؤكد هذا التاريخ هو تكرار ذكر الإله زابابا، إله مدينة كيش، كما ذكر أيضًا ملك كيش (Iugal - Kis (Ki. ويدل على قدم مملكة إبلا ويستنتج من هذه الوقائع أن سلالة إبلا كانت معاصرة لسلالة ميسيليم في كيش في بلاد الرافدين، وللأسرة الرابعة في مصر الفرعونية.

## التطور والازدهار الحضاري
كانت مملكة إبلا في عصر المحفوظات الملكية مملكة مستقلة مزدهرة يحكمها ملك يحمل لقبًا سومريًا يعني «سيد» ويقابله في اللغة الإبلوية لغة إبلا لقب «ملك» وكان الملك في إبلا رأس الدولة وكان مسؤولًا عن السياسة الداخلية والخارجية ويشرف على هذه الأعمال الإدارية والقضائية، وكان إلى جانب الملك مجلس تذكره النصوص باسم «الآبا» Abbu ويمكن تسميته بمجلس الشيوخ وكانت مهمته مراقبة ممارسات الملك للسلطة. وكان له أثر بارز في إدارة شؤون الدولة كما يظهر من النصوص المختلفة، أما الملكة واسمها Maliktum فكان لها دور مهم في حياة إبلا، ولاسيما الاقتصادية، إذ كانت مصانع الغزل والنسيج بإشرافها وكذلك تنظيم الزراعة وعائداتها، وأهمها الزيتون وزيت الزيتون.
كانت إدارة المملكة رسميًا بيد الملك ولكنها في الواقع كانت تدار من شخص يدعى بالإبلوية السيد Adanu، وكان في تصرفه عدد كبير من الموظفين، ويذكر أحد النصوص أن العدد الكامل لموظفي الدولة 11700 موظف، منهم 4700 كانوا يعملون في قصر «السيد» و7000 في المقاطعات المختلفة.
ويلي السيد في المرتبة مسؤول يدعى «لوغال» Lugal، وهذه التسمية معروفة في شرق الهلال الخصيب وتعني ملكًا، في حين تدل في إبلا على الوالي أو حاكم المقاطعة. وتذكر النصوص أربعة عشر واليًا. وهذا يعني أن إبلا كانت مقسمة إلى أربع عشرة مقاطعة، ولم يكن حكام المقاطعات مرتبطين بمنصب الملك أو السيد، بل كانوا يبقون في مناصبهم مدى الحياة، وكان بعض الملوك حكامًا في المقاطعات قبل أن يعتلوا العرش.

## إبلا أقدم الحضارات

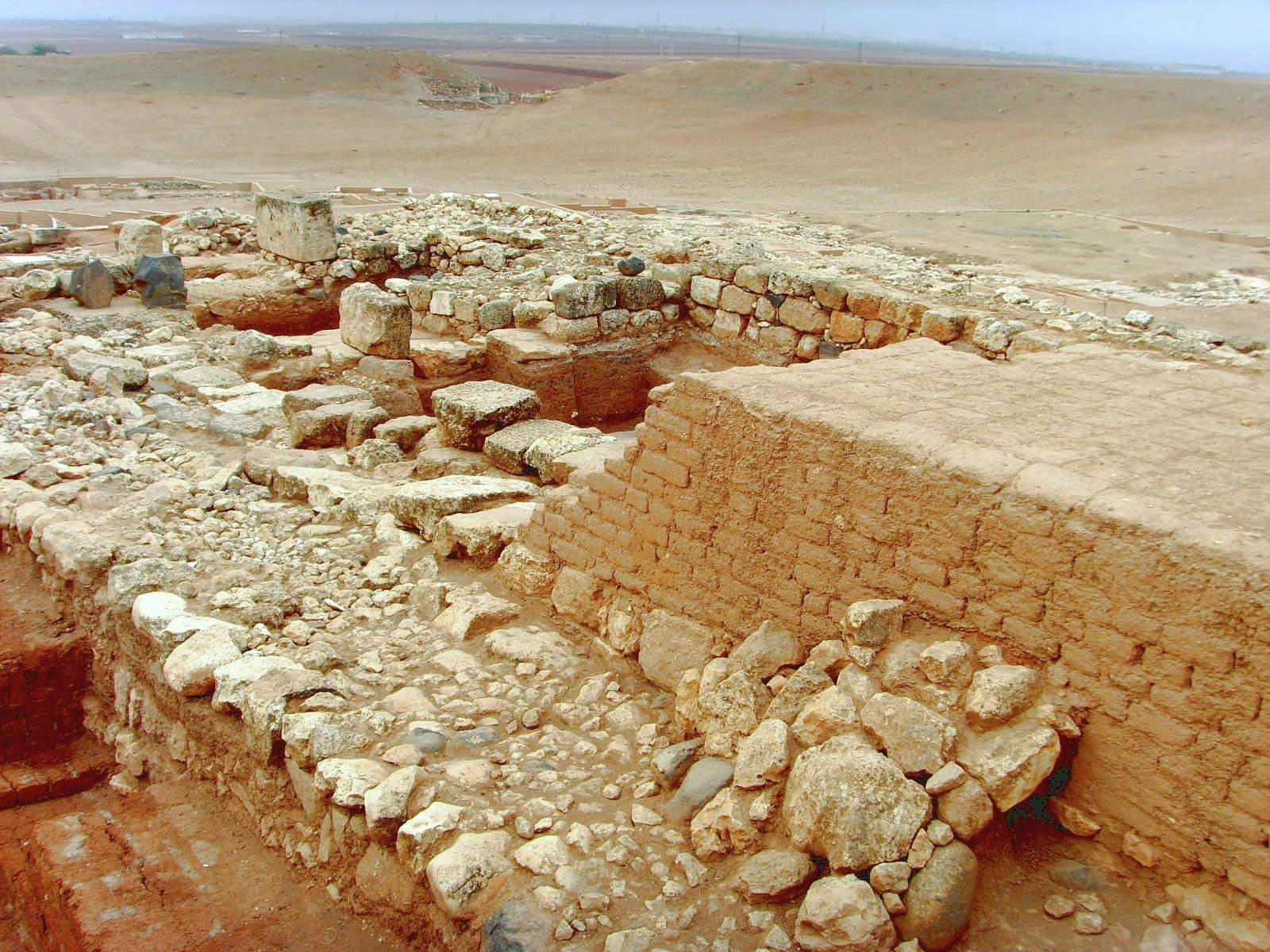
آثار إبلا في سوريا

كان الاعتقاد السائد لدى المؤرخين أن الإمبراطورية الأكادية[ ؟ ] هي أقدم إمبراطوريات المنطقة ولكن النصوص المكشوفة في إبلا دلت على قيام هذه المملكة القوية قبل الإمبراطورية الأكدية بأكثر من مئة عام. واستفادت إبلا من موقعها الجغرافي في شمال سوريا إذ كانت تمر فيها الطرق التجارية القادمة من الأناضول في الشمال إلى مصر في الجنوب، ومن إيران في الشرق إلى سواحل المتوسط في الغرب، فغدت مملكة ودولة قوية إلى جانب كيش.
كانت علاقات مملكة إبلا مع الدول والمدن المعاصرة لها تتفاوت ما بين عقد التحالفات والمعاهدات وشن الحروب، وقد عمد ملوك إبلا إلى الزواج السياسي لتعزيز علاقات الصداقة مع الملوك والحكام الآخرين. فها هو ذا الملك إبريوم مثلًا يزوج إحدى بناته ملك إيمار.
أما التحالفات فيذكر أحد النصوص إقامة تحالف بين إبلا ومملكة خمازي Chamazi في شمالي إيران، والنص الذي يذكر التحالف هو رسالة موجهة من المشرف على القصر الملكي في إبلا إلى سفير مملكة خمازي في إبلا، يطلب فيها إرسال جنود جيدين للعمل في إبلا، لأن إبلا لم يكن لديها جيش دائم، وكانت مجبرة على استئجار مرتزقة وتجنيدهم بين قواتها لحماية حدود مملكتها التي سيطرت على مناطق هامة ما بين الفرات إلى البحر المتوسط، وتعد إبلا من أكثر الممالك القديمة تقدما في الصناعة والثقافة وتدل على مدى ما وصلت إليه المملكة مكتبتها التي تعد من أكبر مكتبات الحضارات القديمة حيث تم اكتشاف آلاف الرقم والمخطوطات في شتى نواحي الحياة وكان الشاغل الأساسي للإبلويّين الاقتصاد والزراعة والصناعة والتجارة لا الحرب. ولعل اعتماد إبلا على عمل الجنود في جيشها جعل الملك يزوّج إحدى بناته من زعيمهم لتوثيق الصلة وحماية وتقوية حدود مملكته.

## مملكة إبلا والعلاقات الدولية
أما العلاقات الدبلوماسية الدولية، فقد كانت على أرقى وأعلى مستوى في إبلا، فمن الشواهد عليها المعاهدات التي عقدت بين إبلا وجيرانها، فقد كشفت النصوص حتى الآن عن عشر معاهدات وأهمها المعاهدة بين ملك إبلا وملك آشور التي تنظم العلاقات ما بين المملكتين ولاسيما التجارية منها. ومع أن الإبلويين كانوا مهتمين بالتجارة بوجه أساسي فإنهم كانوا يلجؤون أيضًا إلى السلاح عندما كانت الحاجة تدعو إلى ذلك. ومن الحروب التي خاضتها إبلا، الحرب مع ماري، وهي معروفة من التقرير المرسل من قائد الحملة الإبلوي إنّا - دجن Enna - Dagan إلى سيده ملك إبلا، ويقول فيه إنه انتصر على ملك ماري إبلول إل Iblul - II وخلعه عن عرشه وتسلّم مكانه. ويتحدث أحد النصوص الاقتصادية عن ضريبة كبيرة دفعتها مدينة ماري (إحدى الممالك السورية)إلى ملك إبلا، ربما كانت نتيجة لهذه الحملة العسكرية.
ومما يلفت الانتباه في التقرير ذكر مستوطنة تجارية إبلوية تقع بالقرب من إيمار حررها إنا - دجن، وكذلك ورود اسم ملك مملكة ماري مقرونًا بلقب «سيد ماري وآشور» وهذا يعني أن الرابطة السياسية بين ماري وآشور قديمة وليست من ابتكار شمشي أدد الذي سيطر على ماري في القرن الثامن عشر قبل الميلاد.كما ظلت ماري بعد حملة إنا - دجن تابعة لمملكة إبلا سنوات كثيرة.
تعتبر المعاهدة بين إبلا وأبارسال (أشور) من أقدم المعاهدات في العام حوالي 2400 ق.م كما أن المعاهدة بين ملك إبلا(اركب دمو)وملك ماري (انا-دجن) وهي معاهدة سلام مؤقتة الأقدم في التاريخ فهي أقدم من المعاهدة بين فرعون مصر (رمسيس الثاني)وملك الحيثيين(خاتوشيلي الثاث)عام 1271 ق.م
إبلا هي أول من عرف الفصل بين السلطات في العالم القديم وأول من أنشأ مدارس لتعليم القانون في الألف الثالث قبل الميلاد.

## الاقتصاد
كان غنى مملكة إبلا يقوم أساسًا على الزراعة وتربية الحيوان والصناعة، وكانتا قاعدة اقتصادها القوي وعماد صناعتها (صناعة النسيج والأدوات وصناعات زيت الزيتون.. وغيرها)وتجارتها التي ازدهرت بشكل كبير، وقد ذكرت الوثائق والمخطوطات التي تعد بالآلاف الكثير عن الازدهار الاقتصادي في إبلا ويقسم إلى:-
- الزراعة وتربية الحيوانات
- الصناعة
- التجارة

### الزراعة وتربية الحيوانات
مارس الإبلويون أنواعًا مختلفة من الزراعة وساعدهم في ذلك موقع إبلا في سهول زراعية واسعة خصبة تكثر فيها الأمطار فقد كانوا يزرعون على سبيل المثال سبعة عشر نوعًا من القمح وأنواعًا من الشعير وزراعات عديدة اكتشفها واستحدثها سكان إبلا وهم أول من زرع شجر الزيتون وثمة نصوص ووثائق كثيرة تصف العمليات الزراعية المختلفة كالبذار والحصاد وما يرافق الزراعة من طقوس، وكان الإبلويون كذلك يزرعون الكرمة (العنب). ويذكر أحد النصوص أن المشرف على زراعة الكروم أرسل إلى الملك ما يعادل 300 طن من الخمر وعصير العنب. وذكرت النصوص والمخطوطات الكثير عن زراعة الزيتون وكيف تتم وأسلوب الإفادة من الزيتون ومن زيته. وفي النصوص ذكر وجداول لكميات من زيت الزيتون وردت إلى مركز المملكة إبلا من عدة قرى ومزارع ضمن تنظيم وتسويق محصول الزيتون في المملكة وهناك إشارة إلى عدد أشجار الزيتون في بعض الأراضي وإلى تصدير زيت الزيتون إلى إيمار ومدن أخرى وممالك أخرى. ومن الزراعات المهمة الأخرى في إبلا زراعة الكتان الذي استعمل على نطاق واسع في صناعة النسيج التي كانت مزدهرة فيها.
أما تربية الحيوان فكانت واسعة الانتشار، وفي النصوص ذكر لأعداد كبيرة من الأغنام، كان بعضه يُربّى للحمه وصوفه، وبعضها يقدّم أضحيات للآلهة. وقد ورد في أحد الألواح أن عدد الأغنام التي تخص ملك إبلا كان 79300 رأس. وفي لوح آخر ذكر لتعداد الأغنام جرى في شهر إشي Ishi بيّن أن العدد كان 72240. وفي نصٍ أن عدد الأغنام المخصصة للأضحيات كان 10796 وكان في نص آخر 36892، وتدل هذه الأرقام على أن الأغنام كانت تربّى قطعانًا كبيرة في مراعٍ واسعة، وإلى جانب الأغنام تذكر النصوص الماعز والخنازير والأبقار، وكانت الثيران تستخدم في الأعمال الزراعية.

### الصناعة
كانت الصناعة تؤلف أحد الأركان الأساسية في اقتصاد مملكة إبلا، وأحد المناشط الرئيسة للإبلويين، وكانت تعتمد بالدرجة الأولى على المواد الأولية المحلية كالصوف والكتّان والمحاصيل الزراعية إضافة لعدد من الصناعات التي تقوم على المعادن والأخشاب.
ومن أهم الصناعات الإبلوية، صناعة الأنسجة الصوفية والكتانية، وكانت عمليات الغزل والنسيج تتم في مشاغل الدولة وكان مشغل الغزل يدعى «بيت الصوف»، وكانت هذه المشاغل تنتج أنسجة متنوعة الألوان والأصناف وتصدّر منتجاتها إلى مختلف البلدان والممالك، وكانت منسوجات إبلا لها شهرتها وجودتها بين الحضارات، كما كانت في ابلا صناعة قماش ثمين نادر كما الذي اشتهر في دمشق من تلك الأنسجة النوع الذي عرف في العصور الوسطى باسم الدمقس Damask (نسبة إلى دمشق)، وهو نسيج من الكتان أو الصوف محلّى بخيوط الذهب. ويلاحظ أن المناطق السورية المختلفة حافظت على شهرتها في صناعة الأنسجة في الحقب التاريخية التي تلت حقبة إبلا مثل يمحاض وألالاخ وفينيقيا، ماريوفي العصور الوسطى والعصر الحديث.
ومع أن القسم الأكبر من عمال إبلا كان يعمل في صناعة النسيج فإن هذه الصناعة لم تكن الوحيدة فيها، فقد كان إلى جانبها صناعة معالجة المعادن وسبكها التعدين، وكان الإبلويون يصنعون من الذهب والفضة تماثيل للآلهة والملوك وغير ذلك من المصنوعات الثمينة وقد ذكرت الوثائق الإيبلوية تنظيم ومقاييس صناعة المعادن وأنواعها.
وقد عرف الإبلويون كيف يقيسون نقاوة الذهب، وكانت الفضة متوافرة بكثرة ولكن قيمتها تقل عن قيمة الذهب بنسبة 5 إلى 1. ويذكر من المعادن الأخرى التي عرفتها إبلا واستخدمتها في صنع الكثير من الأدوات، النحاس والقصدير والرصاص وأشابات البرونز، وهناك بعض النصوص التي تذكر كميات من النحاس والقصدير والذهب كانت معدة لصهرها سبائك لصنع أدوات مختلفة. وكان صهر المعادن وسبكها متطورين في إبلا ولاسيما معالجة القصدير والنحاس لإنتاج البرونز. وإلى جانب ذلك عمل الإبلويون في صقل الأحجار الكريمة كالعقيق الأحمر، واللازورد الذي كان يستورد من آسيا في الغالب في تلك العصور.

### التجارة
تبين نصوص إبلا أن التجارة كانت من أهم الفعاليات الاقتصادية في المملكة وقد برع الإبلويون في هذا المجال، وساعدهم في ذلك موقعهم الجغرافي المناسب وحسن إدارة ملوكهم الذين كانوا يعقدون اتفاقات تجارية طيبة ويهتمون بضمان سلامة الطرق والقوافل التجارية. وتأتي الأنسجة في رأس قائمة البضائع المصدرة. وتليها المنتجات المصنوعة من المعادن الثمينة ولاسيما المجوهرات والأحجار الكريمة، وكانت بعض المنتجات الزراعية تصدر إلى مناطق بعيدة عن إبلا مثل زيت الزيتون.
أما الواردات فكانت تشمل الأحجار الكريمة كالعقيق واللازورد ومعدني الذهب والفضة الذين كانا وسيلة في البيع والشراء ولايعرف حتى الآن من أين كان الإبلويون يحصلون على هذين المعدنين الثمينين، وربما كانت مصر المورِّد الرئيسي للذهب. كذلك كانت إبلا تستورد الأغنام إلى جانب ما كانت تمتلكه منها لحاجتها إلى كميات كبيرة من الصوف من أجل صناعتها النسيجية. ويذكر أحد النصوص استيراد سبعة عشر ألف رأس غنم من مدن مختلفة. كما يقدم أحد النصوص الكبيرة وصفًا واضحًا لعلاقات إبلا مع الدول والممالك المجاورة في سوريا وفكرة عن حجم الصفقات التي تمت في شهر واحد، ومنها صفقة المنسوجات لأناس من مدن مختلفة مثل كركميش وحماة وماري وغيرها تصف بالتفصيل هذه الصفقات التجارية.

## اتساع نفوذ مملكة إبلا
كانت المناطق التي تحكمها إبلا تمتد من الفرات في الشرق حتى سواحل المتوسط في الغرب، ومن طوروس في الشمال حتى منطقة حماة في الجنوب، امتدّ نشاطها التجاري إلى مناطق بعيدة، وبلغ نفوذها الاقتصادي معظم مناطق شرقي المتوسط القديمة، فشمل كل سورية الجنوبية حتى سيناء، ويبدو أن مدينة أوغاريت الساحلية كانت ميناءً مهمًا تؤمه السفن التي تحمل الذهب إلى إبلا، كذلك اتجهت إبلا إلى الغرب فأقامت علاقات تجارية مع جزيرة قبرص الغنية بالنحاس. ومدت نفوذها شمالًا حتى بلغ قبادوقيا في وسط بلاد الأناضول، وكانت كانيش تابعة لإبلا. ولكن نفوذ إبلا التجاري كان أكثر امتدادًا في المناطق الواقعة إلى الشرق منها، فبلغ منطقة الفرات ومدنها المشهورة مثل ماري وإيمار وكركميش، وكذلك شمال بلاد الرافدين والجزيرة السورية.
إن اتساع النشاط التجاري لإبلا على هذا النحو وازدياد نفوذها المرافق له يدلان على أن إبلا أنشأت مملكة تجارية كبيرة شملت مناطق واسعة من المشرق القديم وتختلف هذه الدولة عن الممالك الأخرى في المنطقة، إذ كانت مملكة تجارية عمادها القوة الاقتصادية لا العسكرية.

## مجتمع
كانت مدينة إبلا مقسمة إداريًا إلى قسمين يضمان أحياء المدينة الأربعة، وكان لها أربع بوابات تحمل كل بوابة منها اسم إله، وهي
- بوابة راساب أو رشف Rasap
- بوابة شيبيش Shipish إله الشمس
- بوابة دجن Dagan
- بوابة بعل Baal

ويمكن تخمين عدد سكان إبلا اعتمادًا على أحد النصوص الاقتصادية الذي يذكر حصصًا من الشعير مخصصة ل- 260 ألف شخص. ولايذكر هذا النص صراحة أن هذه الحصص تشمل كل سكان إبلا، ولكن يمكن الاعتقاد أن إبلا كانت تعد 260 ألف ساكن على الأقل، منهم نحو أربعين ألفًا في مدينة إبلا نفسها والباقي في المدن والقرى المحيطة بها والتي كانت تؤلف إبلا الكبرى.
وتطلق الوثائق على سكان إبلا اسم «أبناء إبلا» وكان هؤلاء أحرارًا يتمتعون بكل الحقوق والامتيازات، ويقسمون إلى فئات تضم: موظفي الدولة، والتجار ورجال الأعمال، والحرفيين، والفلاحين، والعمال اليدويين. وقد استخدمت عدة مفردات للدلالة على التجار، ويبدو أنه كان هناك تجار كبار وتجار صغار، وتجار يعملون في خدمة الدولة وآخرون يعملون لحسابهم الخاص. أما الحرفيون فكانوا يؤلفون مجموعة كبيرة من المواطنين، ولكن من غير المعروف حتى الآن أكانوا منظمين في طوائف حرفية أم لا؟ وكان من بين هؤلاء صانع الفخار والنجار والنحات وصانع التماثيل وعامل النسيج وغيرهم.
كان الفلاحون يقيمون في القرى المحيطة بإبلا يمارسون الزراعة وتربية الحيوان.
وضمت إبلا بالإضافة إلى الإبلويين مجموعة من السكان تسميها النصوص Bar - An Bar - An وتعني الغرباء والأجانب. ويأتي في رأس هؤلاء المحاربون الذين جاؤوا إلى إبلا من مدن مختلفة، ولاتوجد حتى الآن معلومات عن وضعهم القانوني في إبلا، والغالب أنهم كانوا يتمتعون بامتيازات ذات شأن، وكان إلى جانب المرتزقة هؤلاء أسرى الحروب والعبيد، وكان يؤم إبلا كذلك الكثير من التجار والكتاب والعلماء والمغنين والكهنة.
و كما أن المؤرخ فايز قوصرة والذي له اهتمام ملحوظ في الآثار أجاب عندما سؤل عن عائلة دشلي:
"
جواباً لمن سألنى عن(الأميرة داشلي) والتي اسمها مازال محفوظاً في اسم عائلة دشلي بادلب أفيده بالقول : كثير من عائلاتنا تم اكتشاف اسمها في الوثائق القديمة، مع إننا اليوم لا ندري مصدرها، بل نفسرها بمصدر اللغة العربية، مع إنها قبل ظهور اللغة العربية، فعلينا الرجوع إلى المصدر الأصلي. النص مصدره من إبلا للدكتورة ماريا جيوفانا بيغا عضو الهيئة الدولية لدراسة أرشيف إبلا في جامعة روما تقول((فالسيدة دامور داشلي هي كنة الملك وابنة المدعو(ريتي) الذي يشغل وظيفة ناظر القصر، ولعل هذه الكنة هي نفسها التي قدم الملك الأضاحي للآلهة بمناسبة ولادتها)) وهناك الكثير من الشواهد..."

## الثقافة

### المدارس والتعليم والآداب
لم تكن إبلا مركزًا تجاريًا فحسب بل كانت كذلك مركزًا ثقافيًا وعلميا له مؤسساته وعلاقاته الثقافية مع البلدان المجاورة. ومن الجدير بالذكر أن الكتبة في مناطق شرقي البحر المتوسط كانوا يتعلمون القراءة والكتابة في مؤسسات ملحقة بالمعابد والقصور يمكن تسميتها بالمدارس. ولم تكن المدارس في المدن الرافدية المعاصرة لإبلا مثل أور وأوروك وفارا وأبو صلابيخ وكيش وأداب ونبيور أماكن لتخريج الكتَّاب وحسب، وإنما كانت كذلك أماكن لحفظ التراث الثقافي، وفيها تكتب الأساطير والأشعار المنقولة بالتواتر، وتبتكر الأعمال الأدبية والدينية، وتصنف المعارف في نصوص معجمية. وثمة نصوص مدرسية كشفت يمكن تقسيمها إلى قسمين: يتضمن الأول نصوصًا ربما تكون من كتابة الطلاب، ويتضمن الثاني النصوص التي كتبها المعلمون إما لغرض تربوي أو لحفظ المعرفة والتقاليد المروية. وتظهر أهمية مدارس إبلا بصورة أفضل في الوثائق التي يمكن أن تسمى «كتبًا مدرسية»، إذ كانت وسيلة للتدريس يمكن أن تميز فيها قوائم الرموز المسمارية والمعاجم اللغوية والمعاجم ثنائية اللغة.
وقد وجدت كذلك معاجم تذكر الكلمة السومرية مع لفظها. وهكذا فإن النصوص المكشوفة ليست مهمة من أجل معرفة اللغات القديمة وحسب، بل من أجل البحث في اللغة السومرية. ومن الوثائق ما يسمى بالموسوعات أو بالأحرى هي قوائم موسوعية تضم كلمات مرتبة بحسب الموضوع كانت تستخدم كتبًا مدرسية، وهناك قوائم بأسماء الحيوانات والأسماك والأحجار الكريمة والنباتات والأشجار والموارد الخشبية والمعادن والمصنوعات المعدنية.

## أساطير إبلا
إضافة إلى ما تقدم كان في مملكة إبلا أعمال أدبية متطورة، ومن بينها ما يقرب من عشرين أسطورة محفوظة في نسخة أو أكثر، وقد أمكن تعرّف نسختين من ملحمة جلجامش. ودراسة هذه الأساطير تلقي أضواء جديدة على الاتجاهات الدينية التي كانت سائدة في الألف الثالث ق.م. كذلك توجد روايات أسطورية وترانيم للآلهة ومجموعات من الأمثال. وتدل النصوص على أن إبلا أقامت علاقات ثقافية مثمرة مع عدة مراكز سومرية مهمة. ومن المعتقد أن كتّابًا من مدن أخرى كانوا يزورون إبلا، وكانت تقام بهذه المناسبة بعض اللقاءات أو ما يسمى الآن بالندوات العلمية، وهناك إشارة تدل على أن معلمًا للحساب جاء من مدينة كيش إلى إبلا. والكثير من النصوص يدل على صلات ثقافية بين إبلا ومناطق الشرق الأدنى القديم الأخرى. وبعض النصوص المعجمية، ولاسيما القوائم الموسوعية، تشابه وثائق معروفة من أوروك وفارا وأبو صلابيخ.

### الدين والمعتقدات
اتصفت الديانة الإبلوية بصفتين: تعدد الآلهة، وسيادة الآلهة الكنعانية في بانثيون (مجمع الآلهة) إبلا، وتذكر المصادر المتوافرة أن بانثيون إبلا كان يضم عددًا كبيرًا من الآلهة والأرباب، ولم يكن للمعبد والكهنة في إبلا شأن كبير في القضايا السياسية والاقتصادية على خلاف ما كانت عليه الحال في بلاد سومر، لكن كانت الإله في إبلا تفوق آلهة الحضارات الأخرى من حيث العدد ولها تأثيرها في الحياة الاجتماعية.

#### نيداكول
نيداكول (حسب المصادر هو إله القمر) كان له مركز مرموق بين الآلهة المذكرة في إبلا.

#### دجن
داجون - دجن من الآلهة المهمة الذي دخلت عبادته المنطقة في الألف الثالث قبل الميلاد وورد ذكره في كتابات شروكين الأكدي الذي بنى له معبدًا في توتول (أحد المدن التاريخية السورية)، وذكره أيضًا نارام سين. وبنى شولجي ثاني ملوك سلالة أور الثالثة مدينة جديدة سمّاها بوزريش - دجن Puzrish - Dagan أي «في حماية الإله دجن» وكانت إحدى بوابات إبلا الأربع تحمل اسم دجن، وفي التقويم الجديد خصص لهذا الإله الشهر الأول من السنة تحت لقب «سيد».
ويظهر اسم دجن في أسماء الأعلام أيضًا بمعنى «سيد»، في حين يخصص في قوائم الأضاحي بإضافة اسم مدينة لتأكيد أنه هو إلهها الحامي. ولكن تعبيرات أخرى مثل «سيد البلاد» أو «سيد كنعان» ترفع دجن إلى مرتبة أحد الآلهة الرئيسة لمملكة إبلا أو لبلاد كنعان. ومن الصفات التي كانت تطلق على دجن باللغة الإبلوية: طيلوماتيم Ti - Luma - tim وتعني الطل أو ندى الأرض. وهذا ما يدعم القول بان اسم دجن يعني الغيم أو المطر ويؤيد ذلك أن كلمة دجن بالعربية مرادفة لكلمة مطر.

#### شمش
شمس وهو إله الشمس المعروف في تقاليد الهلال الخصيب.

#### هدا / حدد
Hada (أدد / حدد) إله العاصفة والمطر والخصب الذي اشتهر في الحضارات السورية القديمة

#### ككّاب
Kakkab ككاب (والأصل كوكب): أي إله النجم.
وهذه الأرباب تدعى في المعاهدة التجارية بين آشور وإبلا «شهود الاتفاق» وكان عليهم أن يصبوا اللعنات على ملك آشور إذا لم يراع الشروط المنصوصة. وكان هناك أرباب أُخر مذكرة مهمة بينها

#### كاميش
Kamish كاميش الذي يظهر في الألف الأول قبل الميلاد إلهًا رئيسًا لمؤاب،

#### راساب
Rasap (رشف) أي إله الطاعون والعالم السفلي،

#### أشتار
Ashtar أشتار إله الحب والحرب المذكر،

#### ليم
Lim ليم الإله الأموري الكبير الذي يظهر في وثائق ماري[ ؟ ].
وكذلك النهران المؤلهان الفرات والبليخ في الجزيرة السورية. ومن الآلهة المؤنثة، بالإضافة إلى

#### بعلتو
بعلتو Belatu بمعنى «سيدة». وهي رفيقة دجن ولكن صفتها هذه عامة لاتسمح بتعرّف طبيعتها

#### عشتار / عشتارُت
Ashtarte عشتار التي لها صفات أشتار، وإشاتو Ishatu آلهة النار،

#### تيامات
Tiamat آلهة ماء المحيط.
كذلك كان بانثيون إبلا يضم آلهة أجنبية بينها ما هو حوري مثل خبات وسومري مثل إنكي Enki. وكان لكل إله معبد خاص به تقام فيه العبادات والشعائر، ويضم عددًا من الكهنة. وكانت المعابد تدعى بيوت الآلهة، وكان الإله يجسد في المعبد على هيئة تمثال من الذهب أو الفضة. ويتحدث أحد الألواح عن وزن من الفضة يعادل خمسة كيلوغرامات لصنع تمثال أبيض لدجن. وكانت التقدمات للآلهة إمّا من الخبز والزيت والجعة وغير ذلك، أو قرابين من الأغنام وغيرها. وتتحدث الوثائق عن مواكب الآلهة من العاصمة إلى مدن المملكة الأخرى، ويشير اسم إحدى السنين على موكب لدجن «السنة الذي ذهب فيها السيد على المدن» أي أن تمثال دجن غادر المدينة. وكانت هناك أعياد دينية أخرى يحتفل بها الإبلويون.

## كتابة ولغة
استعمل الإبليون في كتابة وثائقهم الكتابة المسمارية التي عرفت عند السومريون في نهاية الألف الرابع قبل الميلاد، ومن الجدير بالذكر أن الكتابة المسمارية استعملت في الكثير من لغات المشرق القديم كالسومرية والأكدية والإبلوية والحورية والحيثية. وثمة تشابه بين الرموز المسمارية المستعملة في نصوص «فارا» و«أبو صلابيخ» في بلاد الرافدين، ويمكن تعليل هذا التشابه بأن نصوص إبلا معاصرة للنصوص التي وجدت في هاتين المدينتين ويعود تاريخها إلى 2600 - 2500 ق.م. والشكل الخارجي للألواح متشابه أيضًا. وقد كتبت هذه النصوص على ألواح طينية مختلفة القياسات والأشكال، وعلى الوجهين
أما اللغة المستعملة في كتابة نصوص إبلا، فيدل النص المكتوب على تمثال الملك إيبيط - ليم، الذي يعود إلى العصر السوري القديم (3000 - 1800ق.م) والوثائق الأخرى التي تعود إلى هذا العصر على أنها كتبت جميعها باللغة الأكدية بلهجة قريبة من اللهجة الآشورية القديمة. أما نصوص المحفوظات الملكية التي تعود كما يرى ماتييه إلى العصر السوري الباكر الثاني (2400- 2250 ق.م)، فإنها كتبت بلغة لم تكن معروفة سابقًا هي اللغة الإبلوية. وفي الواقع استعمل الإبلويون اللغة السومرية، إلى جانب لغتهم الخاصة، في كتابة الألواح المختلفة،

### لغة ابلا
تبين بعد كشف إبلا وجود لغة جديدة انقسمت آراء العلماء حول طبيعتها وعلاقتها باللغات التي دعيت سامية. فيرى جيوفاني بتيناتو مثلًا أن لغة ابلا تختلف كثيرًا عن اللغتين الأكدية والآمورية في نظام الأفعال والضمائر والاشتقاقات وتركيب الجملة وغيرها، وهي أقرب إلى اللغات التي تصنف على أنها سامية شمالية غربية، إذ تظهر الصلة وثيقة بالأوغاريتية والكنعانية، وبناء على هذه الصلة القوية يمكن أن تسمى هذه اللغة كنعانية قديمة، وهي أقدم لغة شمالية غربية معروفة حتى الآن، وتوازي زمنيًا الأكدية القديمة. ويرى آخرون مثل غِلْب Gelb أن أوثق العلاقات اللغوية للإبلوية كانت مع الأكدية القديمة والأمورية، وبعيدة عن الأوغاريتية وأبعد ما تكون عن العبرية، ولايمكن أن تعد لهجة أكدية أو أمورية، كذلك لايمكن عدّها كنعانية فهي لغة مستقلة عرفت في إبلا تضاف إلى قائمة اللغات الثماني المعروفة التي تصنف تحت اسم اللغات السامية لتكون اللغة التاسعة فيها، وثمة رأي ثالث يقول به أركي A.Archi هو أن اللغة الإبلوية شديدة الصلة بالأكدية القديمة في نحوها، وبعض أشكال النحو فيها أقرب إلى العربية والعربية الجنوبية، بيد أنها من الناحية المعجمية أشد ارتباطًا باللغات السورية الشمالية الغربية (الأوغاريتية والكنعانية والآرامية) وتصعب معرفة طبيعة اللغة الإبلوية إلا بعد قراءة عدد أكبر من النصوص وتفسيرها.
وقد أسفرت الحفريات التي تمت في تل مرديخ حتى عام 1973 م عن كشف قطع من ألواح طينية مسمارية إلى جانب الكتابة التي على تمثال الملك إيبيط - ليم. وفي الأعوام التي تلت عثر على عدة مجموعات من المحفوظات هي:
- الكتابات المكتشفة عام 1974

عثر في شهر آب عام 1974 في الغرفة ذات الرقم L.2586 الواقعة في الجناح الشمالي الشرقي من القصر الملكي على 42 لوحًا وقطعة باللغة المسمارية. ومن دراسة هذه اللوحات تبين أنها ذات طبيعة إدارية، ومعظمها إيصالات تزودنا بمعلومات تاريخية واقتصادية ذات قيمة. إذ تذكر إحدى اللوحات مثلًا تسلم منسوجات من أحد الأشخاص، أما تاريخها فهو: «سنة الحملة على غارمو Garmu». ومن ذلك معلومات عن صناعة النسيج وعن حملة عسكرية. ويتكرر ذكر مدن كيش وتوتول وماري في المحفوظات.
- الكتابات المكتشفة عام 1975

عثرت البعثة الإيطالية في آب 1975 في الغرفة ذات الرقم L.2712 على نحو ألف لوح وكسرة، كما عثرت في الغرفة ذات الرقم L.2769 الواقعة في الطرف الغربي من القصر الملكي على نحو أربعة عشر ألف لوح وقطعة، وتعدّ هذه الغرفة المكتبة الملكية. كذلك عثر في الغرفة ذات الرقم L.2764 على بعض القطع والكسرات. وبذلك فاق عدد الألواح والكسرات التي عثر عليها في عام 1975 خمسة عشر ألفًا معظمها وثائق إدارية واقتصادية، ومن بينها قوائم بأسماء الموظفين وقوائم بالمخصصات اليومية والشهرية للأسرة المالكة ولموظفين في الدولة ولمواطنين إبلويين. وتشتمل هذه المخصصات على كميات من الخبز والجعة والخمر والزيت ولحم الغنم والخنازير. كذلك تذكر القوائم مخصصات لسعاة كانوا يسافرون إلى مدن صديقة، وتقدمات للمعابد والآلهة، والأموال التي كانت تؤديها الدول الأخرى لإبلا. وهناك الكثير من النصوص التي تتحدث عن الزراعة وتربية الحيوان والصناعة والتجارة. وتحتل النصوص التاريخية والحقوقية في هذه المحفوظات المرتبة الثانية من حيث الأهمية. وهي تشمل الأوامر والمراسيم الملكية والرسائل والتقارير الحربية والمعاهدات. وأهمها المعاهدة التجارية بين إبلا وآشور، كما تشمل النصوص الحقوقية مجموعات قانونية وعقود ميراث وبيع وشراء. وتليها في الأهمية النصوص المعجمية التي تدل على مكانة إبلا الثقافية والحضارية، ومن بين تلك النصوص المعجمية قوائم الرموز المسمارية ونصوص القواعد والمعاجم ثنائية اللغة (باللغتين السومرية والإبلوية)، وهي أول المعاجم الثنائية اللغة المعروفة في التاريخ. وتحتل النصوص الأدبية المركز الرابع في هذه المحفوظات وهي تشتمل على عشرين أسطورة على الأقل، وبعضها من عدة نسخ، وعلى ترنيمات وابتهالات للآلهة تلقي ضوءًا جديدًا على المعتقدات الدينية في المشرق في الألف الثالث قبل الميلاد.
- الكتابات المكتشفة عام 1976

عثر على هذه المحفوظات في الغرف رقم L.3769 وL.2875 وL.3764 وهي تضم نحو 1600 لوح وكسرة. إن العدد الإجمالي للألواح التي عثر عليها يزيد على سبعة عشر ألف لوح وكسرة، يقدر عدد لألواح الفعلي في مكتبة إبلا بنحو أربعة آلاف لوح وهي بذلك أكبر مكتبة معروفة في تلك المرحلة. أما ألواح إبلا فهي ذات أشكال مختلفة كتبت بقلم خاص، ربما كان من العظم، ولكن عدد النصوص يقدّر باثني عشر ألف نص. وكان اللوح يكتب ويجفف تحت أشعة الشمس، ولكن الحريق الكبير الذي التهم القصر الملكي بعد هجوم نارام - سين على إبلا أدى إلى شي الألواح الطينية المحفوظة فيه. وتعدّ محفوظات إبلا أكبر المحفوظات التي تعود إلى الألف الثالث قبل الميلاد، ويمكن موازنتها بالمكتبات والمحفوظات الأخرى التي تعود للألفين الثاني والأول قبل الميلاد، مثل محفوظات ماري وأُوغاريت ومكتبات نينوى وآشور. وقد رتبت الألواح على رفوف خشبية وفقا لموضوعها وهو ما يتفق على قواعد ترتيب المكتبات الحديثة.

## العمارة
تدل الآثار التي كشف عنها في مملكة إبلا على أن أقدم استيطان لهذه المنطقة كما يرى ماتييه حدث في القرن الأخير من الألف الثالث قبل الميلاد، أي في العصر السوري الباكر الثاني (2400 - 2250 ق.م) وفي هذا العصر بلغت مدينة إبلا أوج تقدمها وازدهارها، واتسعت اتساعًا كبيرًا، فشملت على ما يبدو مساحة تقدر بنحو خمسين هكتارًا، وكانت تتألف من قسمين: قسم مرتفع (الأكروبول) للإدارة والعبادة، ومدينة سفلى محاطة بأسوار. وكان القصر الملكي «G» البناء الرئيس للمدينة في هذه الحقبة، وهو يمتد إلى المنطقة الجنوبية والجنوبية الغربية من الأكروبول. وقد بدأت البعثة الإيطالية عام 1974 بالتنقيب في القسم الإداري منه، الذي يقع في الجهة الغربية، ويتضمن البلاط الكبير مع مدخل معمّد وقاعة للاستقبال فيها منصة لعرش الملك مبنية من الآجر المجفف بالشمس.
وفي هذا القسم من القصر عثر على الألواح التي كشفت عام 1975 في غرفتين متجاورتين: L.2712 وL.276، كما عثر هنا أيضًا على مواد مهمة تبين علاقات إبلا التجارية العالمية، وتشمل أكثر من 20 كغ من اللازورد الهام المستورد من أفغانستان، وكسرات كؤوس من الديوريت والهيصم المصري Alabaster.
كان القصر الكبير على ما يبدو مركز النشاط الإداري والتجاري ويعتقد أنه بني في عام 2400ق.م وأدخل عليه تجديد فيما بعد وقد دمر هذا البناء على يد الملك الأكادي نارام - سين لوجود شواهد كتابية وأثرية تؤيد ذلك.
وقد أعيد بناء مدينة إبلا في أزمنة لاحقة ولاسيما بين 1900 ت 1800 ق.م، عندما أحيطت بسور مرتفع تغطي قاعدته أحجار كبيرة وتعلوه أبراج للحماية والحراسة، وكان للمدينة أربع بوابات كشف منها البوابة A.
ويعود تاريخ القصر الغربي الكبير في أسفل المدينة (في المنطقة Q) إلى هذه الحقبة وتم بناؤه نحو سنة 1900 ق.م، وكشف عنه عام 1978، وهو يغطي مساحة تزيد على ثلاثة أرباع الهكتار، كذلك كشفت في هذه المنطقة (Q) مدافن (نكروبول) تضم قبور أمراء ونبلاء. وتنتمي إلى هذه الحقبة أيضًا معابد إبلا الكبرى مثل «المعبد الكبير» D، الذي يعد أكبر معابد المنطقة من العصر البرونزي الوسيط، وهو يقع على الطرف الغربي للأكروبول، وربما كان معبد المدينة الرئيس، وكان مخصصًا للربّة عشتار. وهناك أيضًا المعبد BI المخصص لعبادة راساب، والمعبد N المخصص على مايبدو لإله الشمس. كذلك يعود تمثال الملك إيبيط - ليم والمعبد B2 والقلعة إلى هذه الحقبة.
ويعود إلى الحقبة 1800 - 1600 ق.م، وهي حقبة سيادة يمحاض (حلب) على المنطقة، «القصر الملكي» E الواقع في المنطقة الشمالية من الأكروبول.
وفي نهاية هذه الحقبة (1650 - 1600 ق.م) انهارت مملكة إبلا ودمرت. ويتزامن سقوطها مع التدمير الحاصل في ألالاخ (الطبقة السابعة)، ويرتبط تاريخيًا باحتلال الحثيين المنطقة على يد حاتوشيلي الأول وحورشيلي الأول.
وقد تحولت إبلا قي الأزمنة اللاحقة إلى تجمع بشري صغير ليس له أهمية تذكر إلى أن طوي أثرها.

## دراسات إبلوية
استقطبت إبلا، ولاسيما المحفوظات الملكية، اهتمام علماء المسماريات في شتى أنحاء العالم، وصدرت دراسات كثيرة عنها إلى جانب التقارير والدراسات الرسمية التي أعدها الأستاذ باولو ماتييه، رئيس البعثة الإيطالية المنقبة في تل مرديخ، عن أعمال التنقيب الجارية وعن الكشوف التي تمت، وكذلك كتابات جيوفاني بتيناتو وغيره من محفوظات القصر الملكي واللغة الإبلوية.
أما ما يتصل بالنصوص فقد ألفت لجنة عالمية تضم عددًا من كبار علماء المسماريات في العالم مثل: إِدزارد Edzard، وغاريلّي Garelli، وكلينجل Klengel، وكوبر Kupper، وسولبرجر Sollberger برئاسة باولو ماتييه وإشراف المديرية العامة للآثار والمتاحف في سورية للعمل على نشرها من قبل جامعة روما في سلسلة تحمل اسم «محفوظات إبلا الملكية - نصوص» Realidi Ebla، Testi (Aret) Archivi.
وتتضمن مجلدات هذه السلسلة صورًا ونسخًا وترجمات لنصوص إبلا وشروحًا عنها، وقد صدر منها حتى بداية التسعينات أحد عشر مجلدًا من النصوص الإدارية والدينية والتاريخية والمعجمية، وصدرت أربعة مجلدات أخرى عن معهد الدراسات الشرقية في جامعة نابولي بإيطاليا، كما تصدر بإشراف الأستاذ باولو ماتييه مجلة للدراسات الإبلوية Studi Eblaite.
مراجع أخرى
Archivi reali di Ebla.Studi.Roma 1988-
Archivi Reali di Ebla-Testi، Roma 1981
Krebernik، Manfred 1984b Die Beschwörungen aus Fara und Ebla: Untersuchungen zur ältesten keilschriftlichen Beschwörungsliteratur: TSO 2 (Hildesheim: Georg Olms Verlag
Krebernik، Manfred 1992	Mesopotamian Myths at Ebla: ARET5، 6 and ARET 5، 7. In: P. Fronzaroli (Hg.)، Literature and literary Language at Ebla (= QdS 18) (Firenze)، S. 63-149.
للقواعد
Krebernik، Manfred 1982„Zu Syllabar und Orthographie der lexikalischen Texte aus Ebla.

## الاكتشاف
في عام 1964، بدأ علماء الآثار الإيطاليون من جامعة روما لا سابينزا تحت إشراف باولو ماثياي التنقيب في تل مرديخ. في عام 1968، تم انتشال تمثال مخصص للإلهة عشتار يحمل اسم إبت-ليم، وذكره ملكًا لإيبلا. التي حددت المدينة، المعروفة منذ زمن طويل من النقوش اللاغاشية والأكادية. في العقد التالي، اكتشف الفريق قصرًا (قصر G) يعود تاريخه إلى ق. 2500–2000 BC. تشمل الاكتشافات في القصور منحوتة صغيرة مصنوعة من مواد ثمينة اللازورد وأحجار سوداء وذهبي.
تم العثور على ثلاثة عشر لوحًا مسماريًا عدسيًا كاملاً ومجزأًا في غرفة العرش بالقصر، ويُعتقد أنها كانت موجودة هناك مقارنة بالأرشيف بسبب سقوط المدينة. في مخزن خارج غرفة العرش، تم العثور على المعيار الكامل تقريبًا للملكة والأجزاء التي يعتقد أنها تأتي من راية الملك. وشملت القطع الأثرية الأخرى أثاثًا خشبيًا مطعمًا بـ عرق اللؤلؤ وتماثيل مركبة مصنوعة من الحجارة الملونة.  تم انتشال وعاء فضي يحمل اسم الملك إيميا من "مقبرة سيد الماعز"، بالإضافة إلى جواهر مصرية وصولجان احتفالي مصري مقدم من الفرعون حتبيبر.
تم اكتشاف حوالي 17000 قطعة من الألواح المسمارية. عند تجميعها معًا، فإنها تشكل 2500 لوحًا كاملاً، مما يجعل أرشيف إيبلا واحدًا من أكبر أرشيفات الألفية الثالثة BC. حوالي 80% من الألواح مكتوبة باستخدام التركيبة السومرية المعتادة من رسم رمزي والعلامات الصوتية، بينما أظهر الآخرون تمثيلاً صوتيًا مبتكرًا بحتًا باستخدام الكتابة المسمارية السومرية للغة سامية غير معروفة سابقًا، والتي كانت تسمى "إيبلايت" ". تم العثور على قوائم مفردات ثنائية اللغة السومرية/الإيبلايتية بين الألواح، مما يسمح بترجمتها. توفر الألواح العديد من الأفكار المهمة حول الحياة الثقافية والاقتصادية والسياسية في شمال بلاد ما بين النهرين في منتصف القرن العشرين تقريبًا. الألفية الثالثة BC. كما أنها توفر نظرة ثاقبة للحياة اليومية للسكان، وتحتوي على معلومات حول إيرادات الدولة، القواميس السومرية-الإبلية، التبادلات الدبلوماسية مع الحكام الأجانب، نصوص مدرسية وتراتيل وأساطير.

### المكتبة
تشكل الأجهزة اللوحية التي يزيد عمرها عن 4000 عام واحدة من أقدم المكتبات التي تم العثور عليها على الإطلاق. في إيبلا، "شكلت المحفوظات أو المكتبة مجموعة منظمة من السجلات أقدم بما لا يقل عن 500 عام من أي سجل آخر تم العثور عليه في أي مكان من قبل." هناك أدلة على ترتيبها وتصنيفها. تم تخزين الألواح الأكبر حجمًا في الأصل على الرفوف، لكنها سقطت على الأرض عندما تم تدمير القصر. مواقع أتاحت الألواح المتساقطة للحفارات إعادة بناء مواقعها الأصلية على الرفوف. ووجدوا أن الألواح قد تم وضعها على الرفوف في الأصل وفقًا للموضوع.
وكانت هذه الميزات غائبة عن الحفريات السومرية السابقة. تشير التقنيات المتطورة لترتيب النصوص، إلى جانب تكوينها، إلى قدم ممارسات المحفوظات والمكتبات، والتي قد تكون أقدم بكثير مما كان مفترضًا قبل اكتشاف مكتبة إيبلا.
يحتوي جزء كبير من الألواح على نصوص أدبية ومعجمية؛ يبدو أن الأدلة تشير إلى أن المجموعة كانت أيضًا - على الأقل جزئيًا - بمثابة مكتبة حقيقية بدلاً من مجموعة من المحفوظات المخصصة فقط للاستخدام من قبل الملوك ووزرائهم وبيروقراطيتهم.  تظهر الألواح دليلاً على بداية العصرترتيب النصوص إلى لغات ونصوص أجنبية، وتصنيفها وفهرستها لتسهيل استرجاعها، وترتيبها حسب الحجم والشكل والمحتوى. وهكذا زودت ألواح إيبلا العلماء برؤى جديدة في أصل الممارسات المكتبية التي كانت مستخدمة منذ 4500 سنة مضت.
في حين أن التسلسل الزمني المطلق للأرشيف ليس مؤكدًا بعد، فقد تم تحديد تسلسل زمني نسبي لفترة الخمسين عامًا. لأن إيبلا لم تستخدم أسماء السنوات أو أرقام السنوات على طراز بلاد ما بين النهرين، ونادرا ما تم ذكر أسماء الحكام في النصوص، استخدم العلماء تغييرات في النص، وتغييرات نحوية، والأهم من ذلك بروسوبوغرافيا لأعضاء البلاط، وخاصة الزوجات وبنات الملك. وكانت الألواح الأكثر صلة بهذا الجهد عبارة عن سلسلة من الحسابات المعدنية السنوية والحسابات الكتانية الشهرية. تم حفر العديد من الأنفاق وتم اكتشاف سرداب مليء بالرفات البشرية. تم نثر البقايا والتخلص منها من قبل اللصوص، الذين كانوا يأملون في العثور على المجوهرات وغيرها من القطع الأثرية الثمينة. إلى جانب أعمال التنقيب التي قام بها المتمردون، بدأ القرويون المجاورون أيضًا بالحفر في الموقع بهدف العثور على القطع الأثرية ونهبها. قام بعض القرويين بإزالة حمولات السيارات من التربة المناسبة لصنع سيراميك بطانات أفران الخبز من الأنفاق.
تم الاستيلاء على الموقع من قبل القوات المسلحة السورية في 30 يناير 2020 أثناء الهجوم الخامس في شمال غرب سوريا، بالإضافة إلى القرى المحيطة.